# Red Bull Racing
La Red Bull Racing è una scuderia austriaca di Formula 1 con sede a Milton Keynes, nel Regno Unito, di proprietà della società Red Bull (azienda produttrice della omonima bevanda energetica e già sponsor, in precedenza, di altre squadre da corsa), che rilevò il team inglese Jaguar Racing. Dal 2022 viene iscritta al campionato mondiale di Formula 1 con il nome di Oracle Red Bull Racing, per motivi di sponsorizzazione.
Nella sua storia si è aggiudicata 8 campionati del mondo piloti (2010, 2011, 2012, 2013, 2021, 2022, 2023 e 2024) e 6 campionati costruttori (2010, 2011, 2012, 2013, 2022 e 2023).

## Storia

### Gli inizi (2005)
Nel 1996 Jackie Stewart fonda il team dal nome Stewart Grand Prix ricevendo il supporto ufficiale della Ford. Nel 2000 il costruttore americano di autovetture prende il pieno controllo della scuderia, rinominandola Jaguar Racing; il team inglese non ottiene risultati di rilievo e nel 2004, per problemi finanziari, Ford vende l'intera scuderia, per la cifra simbolica di un dollaro, alla multinazionale austriaca di bevande Red Bull. All'inizio del 2005 la dirigenza ex-Jaguar viene sostituita da un nuovo gruppo diretto da Christian Horner, con Günther Steiner come direttore tecnico. La squadra continua a utilizzare i motori Cosworth, ma ottiene una fornitura Ferrari per il 2006 quando cambia il regolamento tecnico con l'introduzione dei motori V8 da 2400 cc. Nelle prime due stagioni corre con licenza britannica.

#### 2005

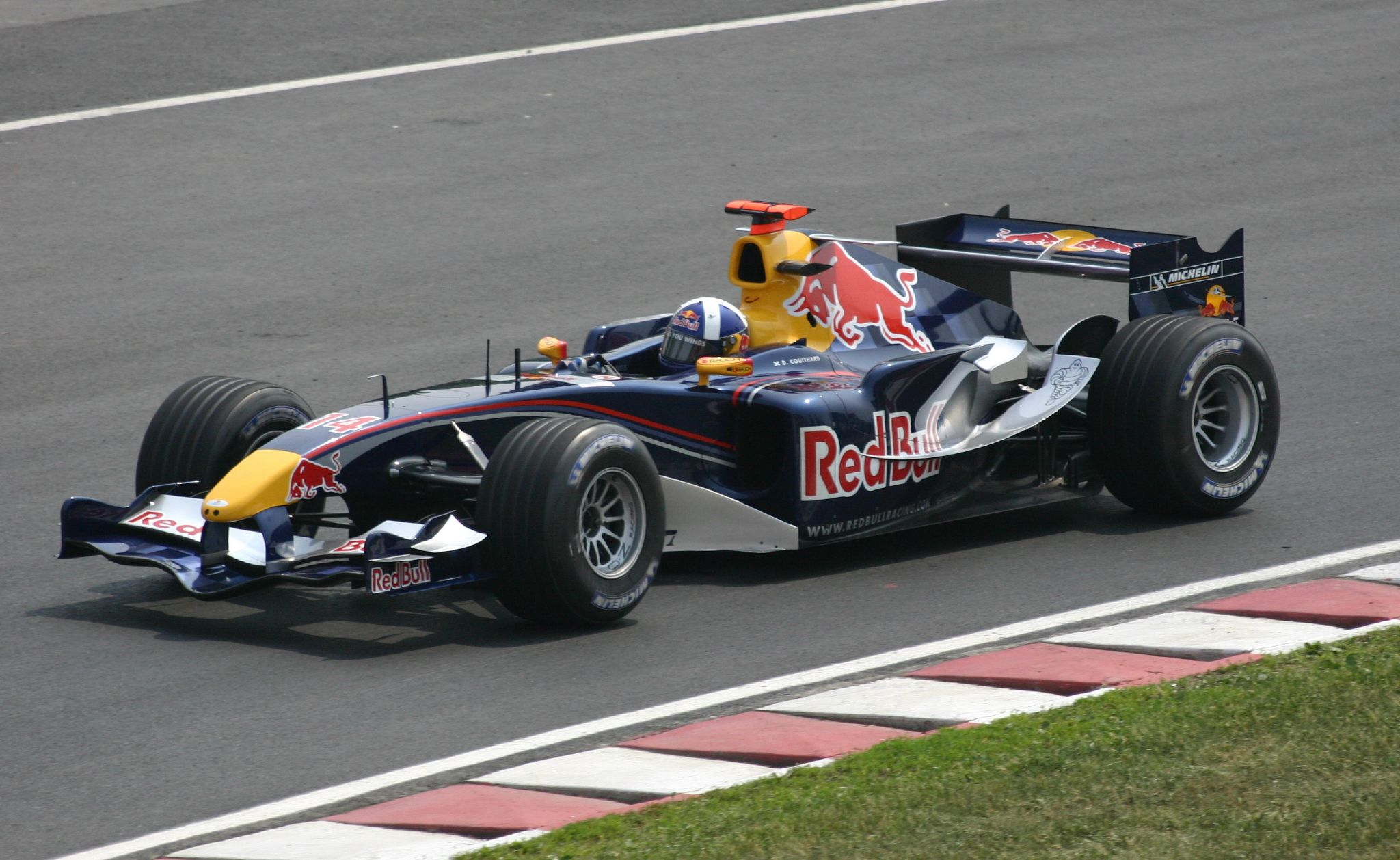
David Coulthard al Gran Premio del Canada 2005.

Alla prima stagione, come pilota viene ingaggiato il veterano ed esperto David Coulthard affiancato dai giovani Christian Klien, pilota Jaguar nel 2004, e Vitantonio Liuzzi, già campione di Formula 3000 con la scuderia Arden International diretta da Christian Horner. Questi ultimi avrebbero dovuto dividersi le gare della stagione, con Klien che partecipa alle prime corse e Liuzzi che esordisce nel Gran Premio di San Marino per poi restituire il volante a Klien, ma complessivamente Klien prende parte a 14 gare (più il controverso Gran Premio degli Stati Uniti) contro le sole 4 di Liuzzi.
Nel 2005 la Red Bull ottiene buoni risultati, chiudendo al 7º posto nei costruttori, e andando a punti con regolarità grazie in particolare a Coulthard, a cui viene rinnovato il contratto per il 2006, così come a Klien, preferito a Liuzzi, che viene dirottato al team satellite Toro Rosso. Durante la stagione la squadra prova come collaudatore anche il pilota statunitense Scott Speed, che ottiene pure il volante della squadra cugina per la stagione successiva.

### L'espansione e le prime vittorie (2006-2009)
Proprio per sistemare alcuni dei giovani piloti provenienti dalle iniziative del Red Bull Junior Team nelle formule minori, la Red Bull ha acquistato il 10 settembre 2005 la storica scuderia Minardi, che affianca la Red Bull Racing come seconda squadra a partire dalla stagione 2006 con il nome di Scuderia Toro Rosso (traduzione letterale di Red Bull Team), e Liuzzi e Speed come piloti.

#### 2006
Nel 2006 Coulthard e Klien sono affiancati dal collaudatore Robert Doornbos. Inoltre, la Red Bull si assicura l'ingaggio del progettista Adrian Newey, già disegnatore di vetture vincenti per Williams e McLaren, oltre al suo braccio destro nel settore dell'aerodinamica Peter Prodromou che lascia la McLaren solo a fine 2006. Vi è infine la disponibilità di un nuovo motore V8 da 2400 cc della Ferrari. Queste acquisizioni indicano una forte propensione a investire notevoli fondi per un progetto finalizzato a svolgere un ruolo di primo piano nella F1 dopo l'iniziale stagione di apprendimento. Sempre nel 2006 arriva il primo podio della scuderia, conquistato da Coulthard nel Gran Premio di Monaco giungendo terzo. In questa stagione però il team ottiene solo 16 punti, confermando il 7º posto dell'anno prima.

#### 2007
Nell'ottobre 2006 la scuderia annuncia la sostituzione del propulsore, che passa dal motore Ferrari a quello Renault mentre viene ingaggiato il pilota australiano Mark Webber, che affianca Coulthard. La squadra nel 2007 migliora le prestazioni e ottiene spesso piazzamenti a punti, il miglior risultato è quello di Webber, 3º al Nürburgring. Tuttavia, diversi problemi di affidabilità toglieranno alla squadra altri possibili punti, dopo buone prestazioni in qualifica (specialmente da parte di Mark Webber). Al termine della stagione il team chiuderà al 5º posto con 24 punti, alle spalle della Williams e davanti alla Toyota.

#### 2008
Meno bene vanno le cose nel 2008, dove la squadra, con gli stessi piloti, ottiene più punti dell'anno prima (con un 3º posto di Coulthard in Canada), ma finisce settima, superata anche dalla cugina Toro Rosso. Da tale scuderia viene il nuovo acquisto per il 2009, Sebastian Vettel (vincitore con il team satellite a Monza), che sostituisce Coulthard, ritiratosi dalla Formula 1 al termine della stagione.

#### 2009

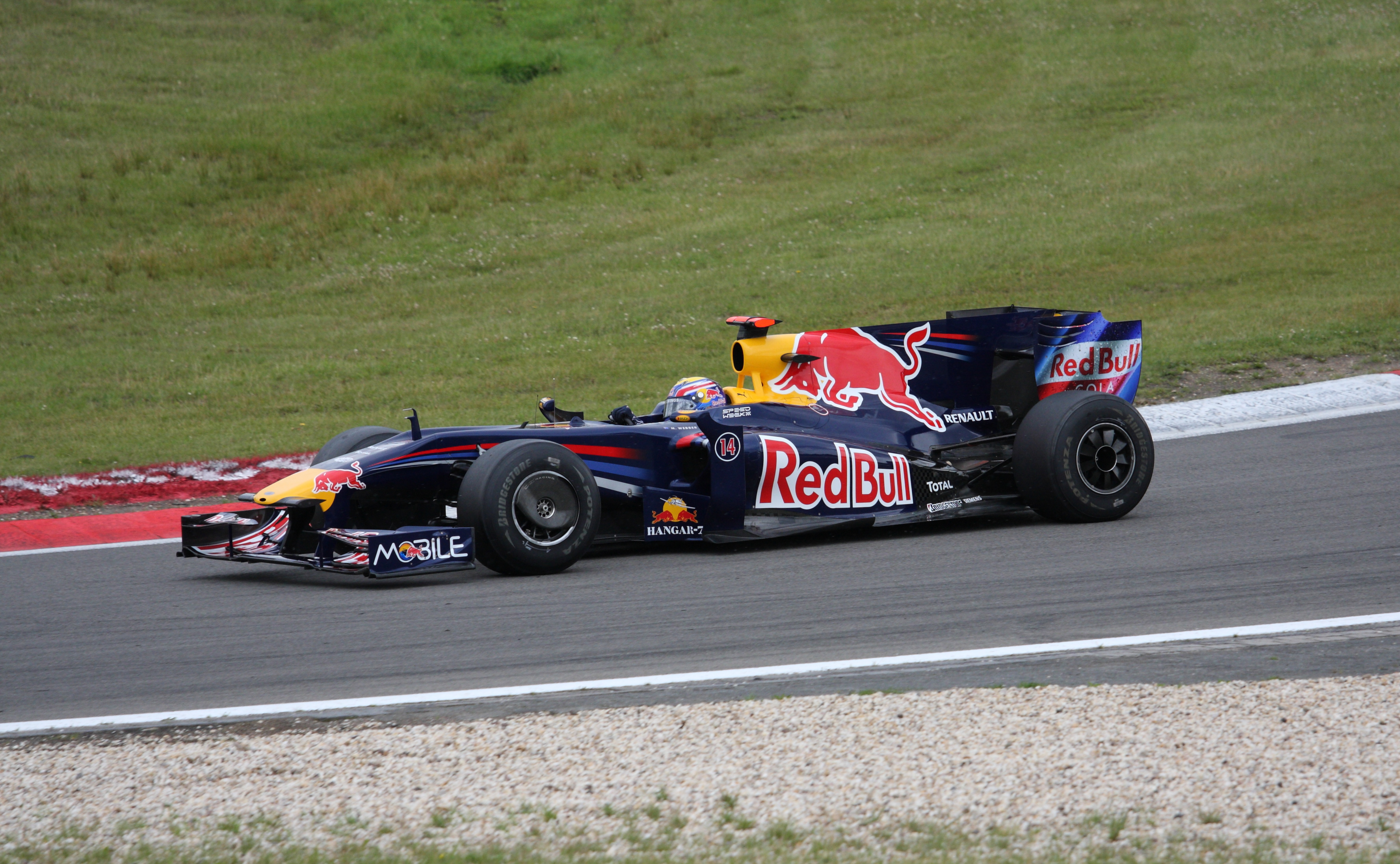
Mark Webber al Gran Premio di Germania 2009, dove ottiene la prima pole position e la prima vittoria della sua carriera.

Proprio il giovane pilota tedesco, il 19 aprile, vince il Gran Premio di Cina con alle spalle il compagno Mark Webber a siglare la doppietta, registrando quindi il primo importante successo per il team che, assieme alla Brawn GP, diventa protagonista del campionato dopo un avvio difficile. Il giorno prima Vettel aveva anche conquistato la prima pole position per la scuderia, pole poi ottenuta anche nel Gran Premio di Turchia il 6 giugno e nel Gran Premio di Gran Bretagna, a Silverstone, il 21 giugno. Arriva poi la seconda doppietta per la squadra, a Silverstone, avvenuta questa volta in una gara completamente asciutta, a differenza dell'altra vittoria, ottenuta in condizioni di pioggia. Due settimane dopo, al Nürburgring, la squadra ottiene un'altra doppietta, ma a vincere stavolta è Webber, partito in pole e autore di una gara impeccabile nonostante il drive-through subito per aver toccato la Brawn GP di Rubens Barrichello al via. In seguito la squadra consolida il secondo posto tra i costruttori, e a ottobre centra altre 2 vittorie, con Vettel in Giappone e con Webber in Brasile. La stagione 2009 si conclude nel migliore dei modi, con la quarta doppietta stagionale ottenuta ad Abu Dhabi, dove Vettel taglia il traguardo davanti al compagno di squadra Webber e conquista il secondo posto nel campionato piloti.

### Gli anni del primo dominio (2010-2013)

#### 2010

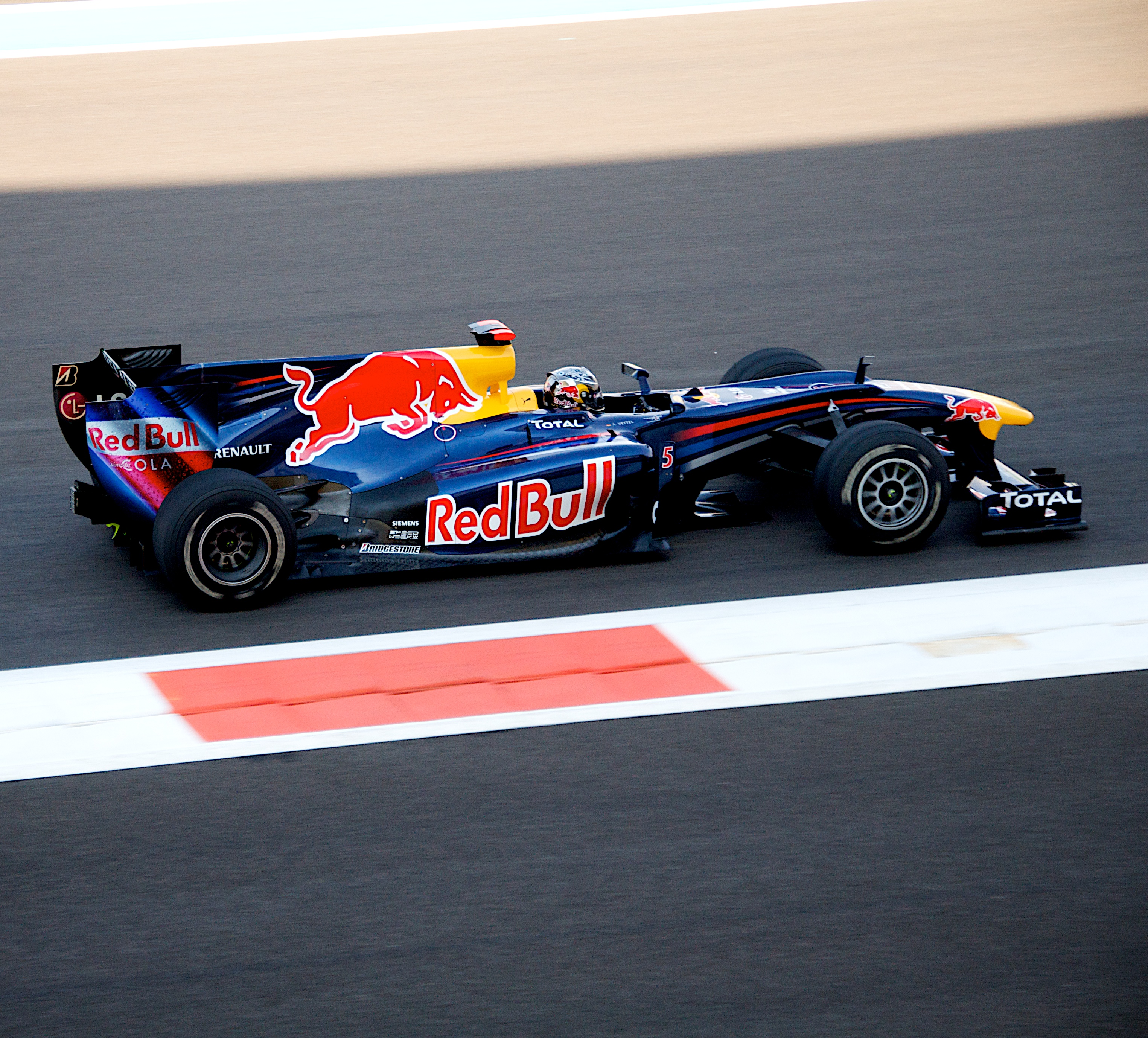
Sebastian Vettel vince il Gran Premio di Abu Dhabi 2010, partendo dalla pole, e si aggiudica il primo dei quattro titoli mondiali consecutivi.

Per il campionato 2010 vengono confermati entrambi i piloti. La stagione comincia molto bene con 7 pole nelle prime 7 gare, 3 di Vettel e 4 di Webber. Tuttavia, a grandi prestazioni nelle qualifiche (da ricordare anche 4 prime file complete) si alternano gare mediocri, con appena 3 vittorie. Ciononostante, la Red Bull a Monaco, dopo la vittoria di Webber, vede i suoi piloti in testa a tutti. Due settimane dopo i due piloti si scontrano mentre sono primo e secondo, sancendo di fatto l'inizio di una rivalità che si trascinerà per tutto il mondiale. In estate e nella prima parte dell'autunno Webber si dimostra più costante, vincendo due gran premi e andando in testa al mondiale in Ungheria fino a Suzuka. Vettel invece a belle prove come la vittoria in Giappone alterna errori grossolani come quello di Spa-Francorchamps, quando tampona Jenson Button durante una manovra di sorpasso. Si arriva dunque in Corea. Webber mentre è secondo si scompone, sbatte contro un muretto e quindi viene investito da Nico Rosberg, venendo così costretto al ritiro. Vettel invece corre da gran campione ma a 10 giri dalla fine rompe il motore. La situazione a due gare dalla fine appare disperata, con Webber a -11 e Vettel a -25 dal leader Alonso. In Brasile la Red Bull vince il suo primo mondiale costruttori con una doppietta, ma primo arriva Vettel. Nei giorni che precedono il Gran Premio di Abu Dhabi tutti parlano di giochi di squadra. Alonso comanda con +8 su Webber e +15 su Vettel. Nell'ultima gara Vettel parte in pole, Webber è 5º, Alonso 3º. In gara la Ferrari si concentra a marcare Webber, dimenticandosi di Vettel. Così, quest'ultimo vince gara e mondiale poiché Alonso è solo 7º e Webber 8º. L'australiano arriva 3º in classifica generale e Alonso perde il mondiale con solo 4 punti di distacco da Vettel.

#### 2011
Per il campionato 2011 la Red Bull utilizza una nuova vettura, chiamata RB7, guidata per la terza stagione consecutiva da Vettel e da Webber. Il ruolo di collaudatore e terzo pilota è assegnato a Daniel Ricciardo. Dopo un'incredibile partenza di stagione con 9 pole su 9 gare (7 Vettel, 2 Webber) e 6 vittorie in 8 gare, la supremazia Red Bull sembra in crisi anche e soprattutto per l'improvviso cambio di regolamento, imposto dalla federazione per il Gran Premio di Gran Bretagna. Esso prevede una norma che riduce l'effetto di soffiaggio degli scarichi. Il Gran Premio viene clamorosamente vinto da Fernando Alonso e dalla Ferrari, che trae il massimo vantaggio da questo cambio di regolamento. Infatti Alonso negli ultimi 15 giri, dopo aver effettuato il pit-stop quasi appaiato a Vettel, arriva al traguardo con 16,551 secondi sul pilota Red Bull. Il ritorno al regolamento di inizio stagione coincide con il ritorno alla vittoria della Red Bull. Alla fine del Gran Premio del Giappone, vinto da Jenson Button, Sebastian Vettel si conferma campione del mondo, con 4 gare ancora da disputare. Nella gara successiva, nel Gran Premio di Corea, il team austriaco si conferma campione del mondo costruttori. Conclude la stagione con una doppietta in Brasile.

#### 2012
Per il campionato 2012 la Red Bull Racing utilizza la nuova vettura RB8, guidata ancora da Sebastian Vettel e da Mark Webber. Il ruolo di collaudatore e terzo pilota è assegnato a Sébastien Buemi, già pilota per la squadra satellite Toro Rosso. Nonostante il dominio del 2011, il vantaggio della Red Bull si è nettamente abbassato, e i test prestagionali lo fanno intuire. La conferma avviene dopo i gran premi di Australia e Malesia, in cui vincono rispettivamente la McLaren con Jenson Button e la Ferrari con Fernando Alonso. In quelle gare la Red Bull racimola 42 punti, 24 con Webber e 18 con Vettel. Il campionato 2012 sembra molto equilibrato e la squadra favorita, su cui tutti puntano, è la McLaren. Dopo un ulteriore week-end di magra, passato in Cina e terminato con altri 22 punti, la Red Bull ritorna al vertice delle classifiche piloti e costruttori vincendo in Bahrein con Vettel. A Monaco è invece Webber che segna la vittoria. In questo caso è Michael Schumacher a far segnare la pole position, ma viene retrocesso di 5 posizioni per una penalità del gran premio precedente, facendo scattare Webber davanti a tutti; Vettel arriva quarto.
In Canada Vettel arriva 4º, grazie soprattutto al decadimento degli pneumatici di Alonso negli ultimi 2 giri; Webber invece arriva 7º. Al Gran Premio d'Europa Vettel parte davanti a tutti; a metà gara ha oltre 20 secondi di vantaggio sul secondo, Fernando Alonso, ma il cedimento dell'alternatore del motore Renault lo fa ritirare (stessa cosa capitata a Romain Grosjean con la Lotus, motorizzata anch'essa Renault), mentre Webber giunge ancora 4º. A Silverstone Webber ottiene la 2ª vittoria stagionale, davanti ad Alonso e al compagno di squadra Vettel. Al Gran Premio di Germania Vettel è sostenuto da numerosi tifosi, e vuole interrompere la tradizione negativa che non lo ha mai visto vincere in Germania nel mese di luglio. Parte dalla seconda piazza e arriva al traguardo in seconda posizione, ma una manovra scorretta nei confronti di Jenson Button lo penalizza di 20 secondi al tempo di arrivo. Viene classificato così quinto, con Webber ottavo. Il finale di stagione è tutto in discesa per la scuderia di Milton Keynes che con Vettel riesce a vincere quattro gran premi di fila, rispettivamente a Singapore, in Giappone, Corea ed India. Questi risultati, uniti ad altri quattro podi, due secondi e due terzi posti, permettono alla Red Bull Racing di aggiudicarsi il titolo costruttori e piloti per il terzo anno consecutivo, quest'ultimo meritatamente, nonostante qualche incidente e inconveniente nell'ultimo Gran Premio del Brasile, con Sebastian Vettel che dopo un testa-coda nelle fasi iniziali rimonta dall'ultimo al 6º posto, vedendo ridursi il suo iniziale vantaggio di 13 punti a soli 3 punti sul ferrarista Fernando Alonso, giunto 2º al traguardo, beffato di nuovo come nel 2010 per una manciata di punti.

#### 2013

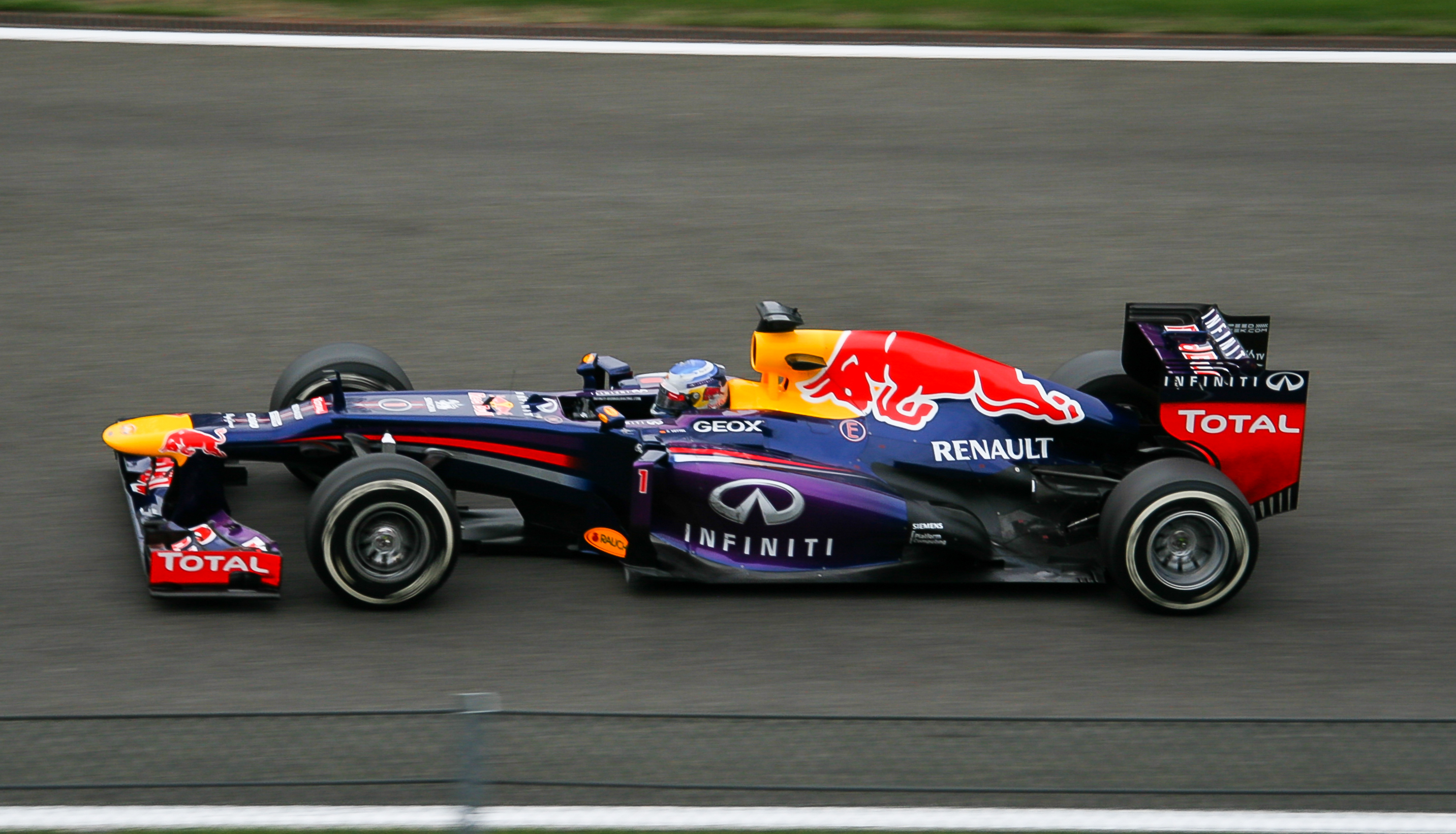
Vettel vince il Gran Premio del Belgio 2013, il primo di nove successi consecutivi per il tedesco.

La stagione 2013 della Red Bull inizia con la presentazione della nuova vettura, la Red Bull RB9, presentata a Milton Keynes, la sede della scuderia, il 3 febbraio; i piloti sono gli stessi delle ultime 4 stagioni, Sebastian Vettel e Mark Webber. Tra le novità stagionali spicca il nuovo main sponsor Infiniti, dapprima semplice sponsor e ora title sponsor del team, ribattezzato ufficialmente Infiniti Red Bull Racing. Anche la nuova RB9 presenta una livrea rinfrescata dai colori blu-viola in virtù degli accordi pubblicitari. Al Gran Premio inaugurale in Australia la Red Bull chiude con Vettel al terzo posto e Webber al sesto posto. Alla seconda prova del mondiale al Gran Premio della Malesia il campione del mondo parte in pole e dopo un lungo duello con il compagno di squadra riesce a vincere disobbedendo però agli ordini di scuderia che avevano imposto ai due di preservare la vettura e di portarla al traguardo. In Cina la Red Bull RB9 non sembra adattarsi bene alle caratteristiche del tracciato e così in qualifica Vettel decide di risparmiare un set di gomme soft da utilizzare poi in gara, rinunciando a puntare alla pole e prendendo il via dalla nona posizione. Webber viene invece rallentato da un problema alla benzina ed è costretto a terminare le prove addirittura in Q2. La domenica il tedesco rimonta sfruttando al meglio le gomme medie ma quando monta le soft è troppo tardi ed arriva quarto vicinissimo a Lewis Hamilton. Lo sfortunato Webber perde addirittura uno pneumatico che era stato mal fissato in precedenza. Questo evento costerà anche una multa alla squadra. Una settimana dopo si corre il Gran Premio del Bahrein e Sebastian Vettel prende il via in prima fila dietro la Mercedes F1 W04 di Nico Rosberg, Webber scatta invece dall'ottava posizione dopo una retrocessione. Al terzo giro Vettel passa con facilità il suo connazionale già in difficoltà con il consumo delle gomme e si invola verso la vittoria e la leadership del campionato. Webber chiuderà invece solamente in settima posizione. Nel prosieguo della stagione, la Red Bull comincerà il suo monologo fino a fine stagione, arrivando a toccare 9 vittorie consecutive sempre con Sebastian Vettel. Solo Alonso tenterà vanamente di contrastarlo con una F138 non più veloce come ad inizio anno. Alla concorrenza rimarranno le briciole e quando si arriva in Brasile finisce così il Mondiale con la vittoria ufficiale nella classifica costruttori della Red Bull, che conclude la stagione con Vettel, già iridato per la quarta volta nel Gran Premio d'India, seguito da Mark Webber.

### Il calo di prestazioni (2014-2018)

#### 2014
Infiniti Red Bull ha annunciato come piloti titolari per la stagione 2014 Sebastian Vettel e Daniel Ricciardo, proveniente dalla Toro Rosso; quest'ultimo sostituisce Mark Webber, che ha comunicato il suo ritiro dalla Formula 1. La stagione non inizia per il verso giusto, nel Gran Premio d'Australia Vettel è costretto al ritiro, mentre Daniel Ricciardo, arrivato secondo al traguardo, viene squalificato a causa di un'irregolarità nella sua vettura. In Malesia Vettel arriva terzo mentre Ricciardo si ritira. In Spagna e Monaco l'australiano Daniel Ricciardo arriva terzo, conquistando così i suoi primi podi in carriera. Nel Gran Premio del Canada Ricciardo taglia il traguardo per primo (ottenendo anche la sua prima vittoria in Formula 1) e Vettel arriva terzo. In Gran Bretagna Ricciardo giunge terzo.
Nel Gran Premio d'Ungheria e Gran Premio del Belgio Daniel Ricciardo taglia il traguardo in prima posizione, conquistando così la seconda e la terza vittoria stagionale. Nel Gran Premio di Singapore arriva la seconda doppietta a podio della stagione, con Vettel secondo e Ricciardo terzo. Alla vigilia del Gran Premio del Giappone è arrivata l'ufficialità dell'addio all'Infiniti Red Bull di Sebastian Vettel a fine campionato e il suo approdo alla Ferrari, con il conseguente annuncio di Daniil Kvjat della Toro Rosso come compagno di Ricciardo per la stagione 2015. Sempre in Giappone arriva il terzo posto di Vettel e ad Austin arriva l'ottavo podio di Ricciardo in stagione e carriera, terzo al traguardo. Vettel, che aveva dominato le ultime 4 stagioni, chiude incredibilmente il campionato con 0 vittorie e appena 4 podi, nettamente battuto nel confronto diretto col suo compagno di squadra debuttante nel team austriaco, che ottiene comunque il secondo posto nei costruttori.

#### 2015

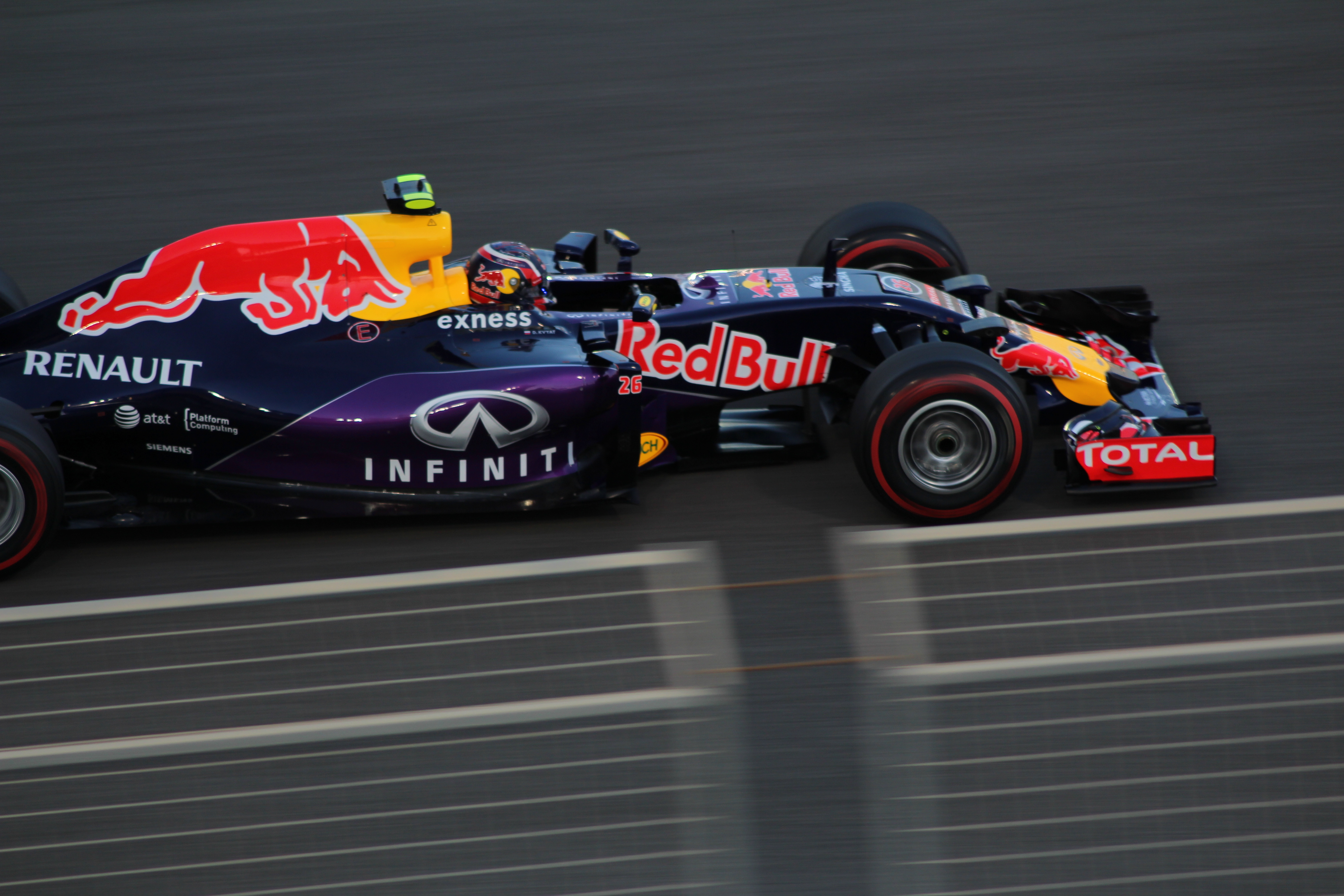
Daniil Kvjat nel corso del Gran Premio di Abu Dhabi 2015.

Nei primi mesi viene presentata la Red Bull RB11. Debutta nei test di Jerez (fa la sua prima apparizione anche Kvjat) con una livrea camuffata in bianco e nero per celare le forme della nuova vettura. Verrà presentata ufficialmente con la sua livrea originale al termine dei test ad inizio marzo. Nelle prime gare del campionato 2015 la Red Bull, pur arrivando sempre a punti, non ha la competitività necessaria per lottare nelle prime posizioni, tranne a Monaco, dove Kvjat arriva quarto e Ricciardo quinto. Dopo gare deludenti, in Ungheria Daniil Kvjat è secondo con Ricciardo terzo nella miglior gara della stagione. Ricciardo torna a podio a Singapore dopo essere partito dalla prima fila accanto a Vettel. In Giappone entrambi i piloti finiscono fuori dalla zona punti, cosa che non accadeva dal Gran Premio australiano del 2014. Nelle qualifiche Kvjat è autore di uno spaventoso incidente dove distrugge interamente la sua Red Bull. Nel frattempo il team rompe (momentaneamente) con la Renault per la fornitura dei motori dal 2016 in poi, non riuscendo a trattare con altri motoristi e costruttori intimoriti da un eventuale ritorno prepotente del team austriaco e rimanendo per diversi mesi senza power unit per il 2016, mettendo a serio rischio la partecipazione alla stagione successiva. Nel Gran Premio degli Stati Uniti, Ricciardo e Kvjat, partiti terzi e quarti, si ritrovano a battagliare con le due Mercedes nella prima parte di gara, ma alla fine l'australiano chiuderà decimo, mentre il russo si ritirerà. La stagione, la peggiore delle ultime sette, si concluderà ad Abu Dhabi con il sesto posto di Ricciardo e il decimo di Kvjat, e vedrà la scuderia scivolare al quarto posto nei costruttori.
A dicembre, in virtù della rottura dell'accordo Renault-Nissan (diretta da Carlos Ghosn), il team comunica la fine della partnership tra Infiniti e Red Bull, che dal 2016 non sarà più presente come title sponsor. Renault, invece, a seguito della diatriba pubblica con i vertici Red Bull in cui era stata criticata più volte da Christian Horner e Dietrich Mateschitz durante il biennio 2014-2015, rimane come motorista ma non in forma ufficiale e solo strettamente tecnica per il solo 2016. Il famoso partner sponsor storicamente appartenente alla McLaren, TAG Heuer, approda nel team austriaco marchiando i propulsori francesi.

#### 2016

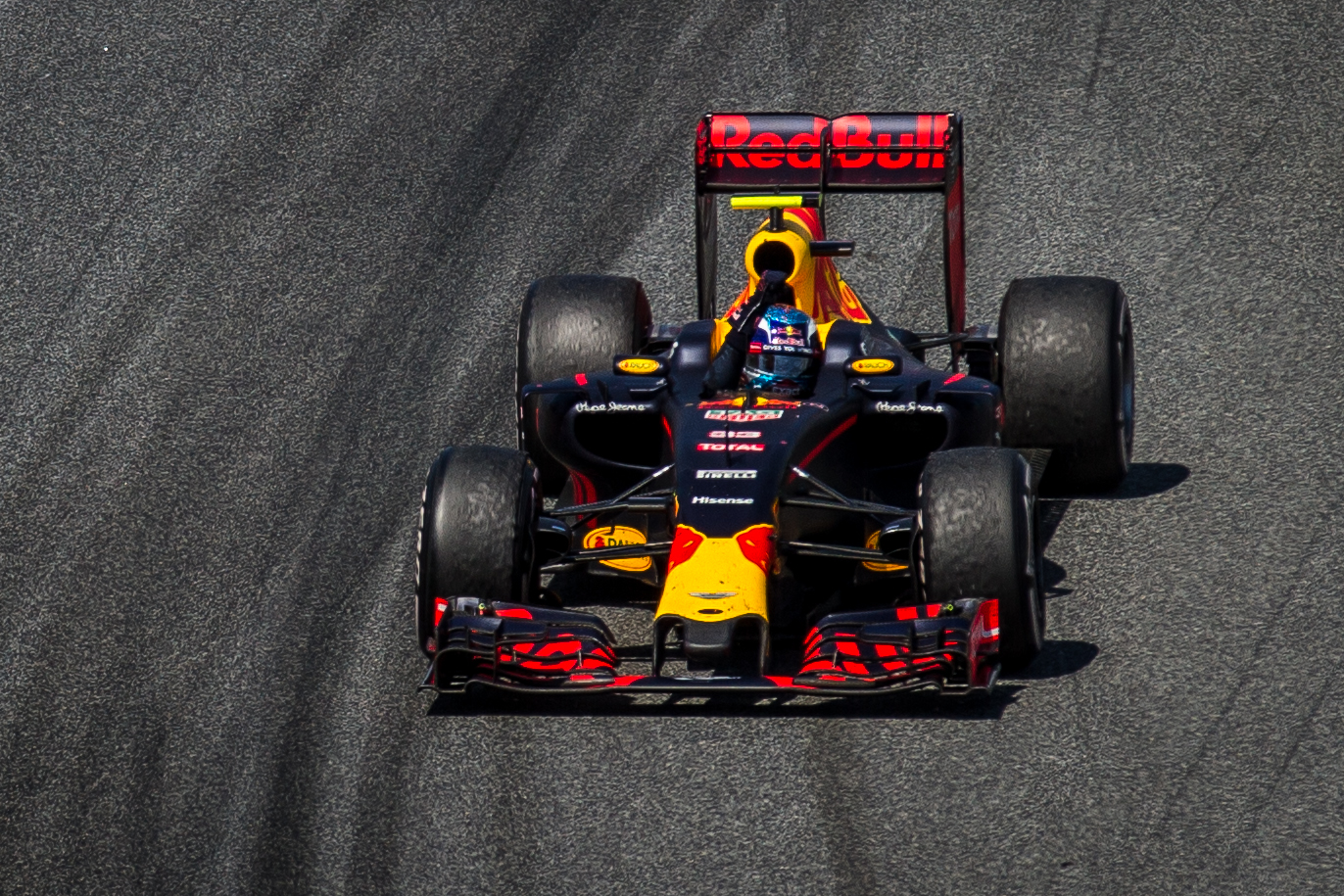
Max Verstappen festeggia dopo aver vinto il Gran Premio di Spagna 2016, il suo primo successo in Formula 1 all'esordio con il team austriaco.

Il 4 gennaio viene presentato il nuovo logo della scuderia, ora spoglio dell'ex sponsor Infiniti (il logo enuncia e torna Red Bull Racing - Formula One Team, come era stato fino al 2012). Rimane per la stagione 2016 il nuovo sponsor Exness. La nuova monoposto è presentata ai test collettivi di Montmeló, dove Ricciardo dice di essere messo meglio rispetto a 12 mesi prima. Nel Gran Premio d'Australia, Ricciardo chiude quarto, mentre Kvjat si ritira. In Bahrein Ricciardo bissa il risultato dell'Australia, con Kvjat settimo. Nel Gran Premio di Cina, Kvjat porta il primo podio stagionale alla scuderia austriaca, chiudendo terzo. Ricciardo, partito dalla prima fila, chiude subito dietro al russo. In Russia Ricciardo chiude undicesimo e Kvjat, nella sua gara di casa, addirittura quindicesimo. Il 5 maggio viene annunciato un clamoroso scambio di piloti tra Red Bull e Toro Rosso, a partire dal Gran Premio di Spagna, con Max Verstappen promosso nel team austriaco e Daniil Kvjat retrocesso in quello italiano, dove tra l'altro aveva già corso nel 2014. Proprio nella gara del 15 maggio, l'olandese ottiene (complice l'incidente che ha coinvolto le due Mercedes) una sorprendente vittoria, diventando il più giovane vincitore di un Gran Premio nella storia della F1, a 18 anni, 7 mesi e 15 giorni. Due settimane dopo però, nel Gran Premio di Monaco, Max Verstappen è costretto al ritiro a causa di un incidente. La gara sarà vinta da Lewis Hamilton davanti a Daniel Ricciardo, quest'ultimo partito in pole, e Sergio Pérez autore di una grande rimonta. In Canada Verstappen arriva quarto, protagonista di una grande difesa su Nico Rosberg negli ultimissimi giri, mentre Ricciardo è settimo. In Azerbaigian sul nuovissimo tracciato del Gran Premio d'Europa altro settimo posto per Ricciardo, mentre Verstappen conclude ottavo. Nei successivi quattro gran premi arrivano cinque piazzamenti sul podio, due per Ricciardo (terzo in Ungheria e secondo in Germania), e tre per Verstappen, con i secondi posti in Austria e Gran Bretagna (quest'ultimo usufruendo della penalità inflitta a Rosberg, giunto secondo e scivolato terzo) e il terzo posto in Germania. Nel Gran Premio del Belgio altro podio per Ricciardo, secondo alle spalle di Rosberg, mentre Verstappen partito secondo non va oltre l'undicesimo posto, complice anche un contatto al via con le due Ferrari. Nel Gran Premio d'Italia i due alfieri Red Bull disputano una prova non brillantissima, con Ricciardo quinto e Verstappen settimo, che permette un riavvicinamento della Ferrari nei costruttori. Ma il pronto riscatto si ha nel Gran Premio di Singapore, con un altro podio per Ricciardo, giunto secondo insidiando Rosberg nel finale per la vittoria, e Verstappen sesto. Nulla in confronto alla clamorosa doppietta ottenuta nel Gran Premio della Malesia, approfittando del ritiro di Hamilton, con Ricciardo che precede Verstappen. Il pilota australiano torna così alla vittoria dopo due anni. Piccolo passo indietro invece nel Gran Premio del Giappone di una settimana dopo, con Verstappen che si conferma secondo, ma con Ricciardo che giunge solo sesto. Nel Gran Premio degli Stati Uniti Ricciardo torna sul podio, giungendo terzo, mentre Verstappen è costretto al ritiro per un problema alla power unit. Nel seguente Gran Premio del Messico, l'ordine d'arrivo vedrebbe Verstappen terzo e Ricciardo quinto, con Sebastian Vettel quarto, ma un concitato dopo gara riscrive tutto, con Verstappen penalizzato di cinque secondi, chiudendo così quarto e Vettel di dieci, retrocedendo in quinta posizione: ne approfitta Ricciardo, che sale al terzo posto. Nel Gran Premio del Brasile è pazzesca la gara di Verstappen, che sotto una pioggia intensa riesce a chiudere terzo dopo essersi ritrovato sedicesimo a 16 giri dal termine, con una serie di sorpassi da applausi. Non altrettanto brillante Ricciardo, che non va oltre l'ottavo posto. La stagione si chiude col quarto posto di Verstappen (con un'altra serie di sorpassi dal fondo dovuta ad un contatto nelle fasi iniziali, e che gli ha permesso per un certo periodo della corsa di essere secondo davanti a Rosberg), e il quinto posto di Ricciardo nel Gran Premio di Abu Dhabi, con la scuderia che ottiene così il secondo posto finale nei costruttori con 468 punti, portando a casa 2 vittorie, 1 doppietta e 1 pole position.
Proprio prima del GP di Abu Dhabi vengono annunciate le partnership rinnovate con Exness e TAG Heuer. Anche la line-up 2017 rimane invariata con Daniel Ricciardo e Max Verstappen.

#### 2017
Il 2017 vede il team austriaco meno competitivo rispetto al 2016, soprattutto nella prima parte della stagione, dove in particolare il giovane olandese Max Verstappen viene afflitto da svariati ritiri. La prima guida Daniel Ricciardo sembra invece più costante, con diversi podi ottenuti che culminano nella vittoria del Gran Premio d'Azerbaigian.
Il 25 settembre la scuderia annuncia la collaborazione, a partire dal 2018, con Aston Martin, che avrà il ruolo di title sponsor.
La seconda parte della stagione, approfittando anche del contemporaneo calo della Ferrari, si rivela invece più positiva, tant'è che Verstappen riesce a cogliere due vittorie nel giro di quattro gare, nel Gran Premio della Malesia e nel Gran Premio del Messico. Tuttavia al contrario è proprio Ricciardo ad accusare un calo, tanto da perdere il quarto posto finale nella classifica piloti proprio all'ultima gara, a discapito del ferrarista Kimi Räikkönen. Il bilancio conclusivo, nonostante una vittoria in più rispetto al 2016, vede la Red Bull scivolare al terzo posto nei costruttori, con un bottino di 368 punti.

#### 2018

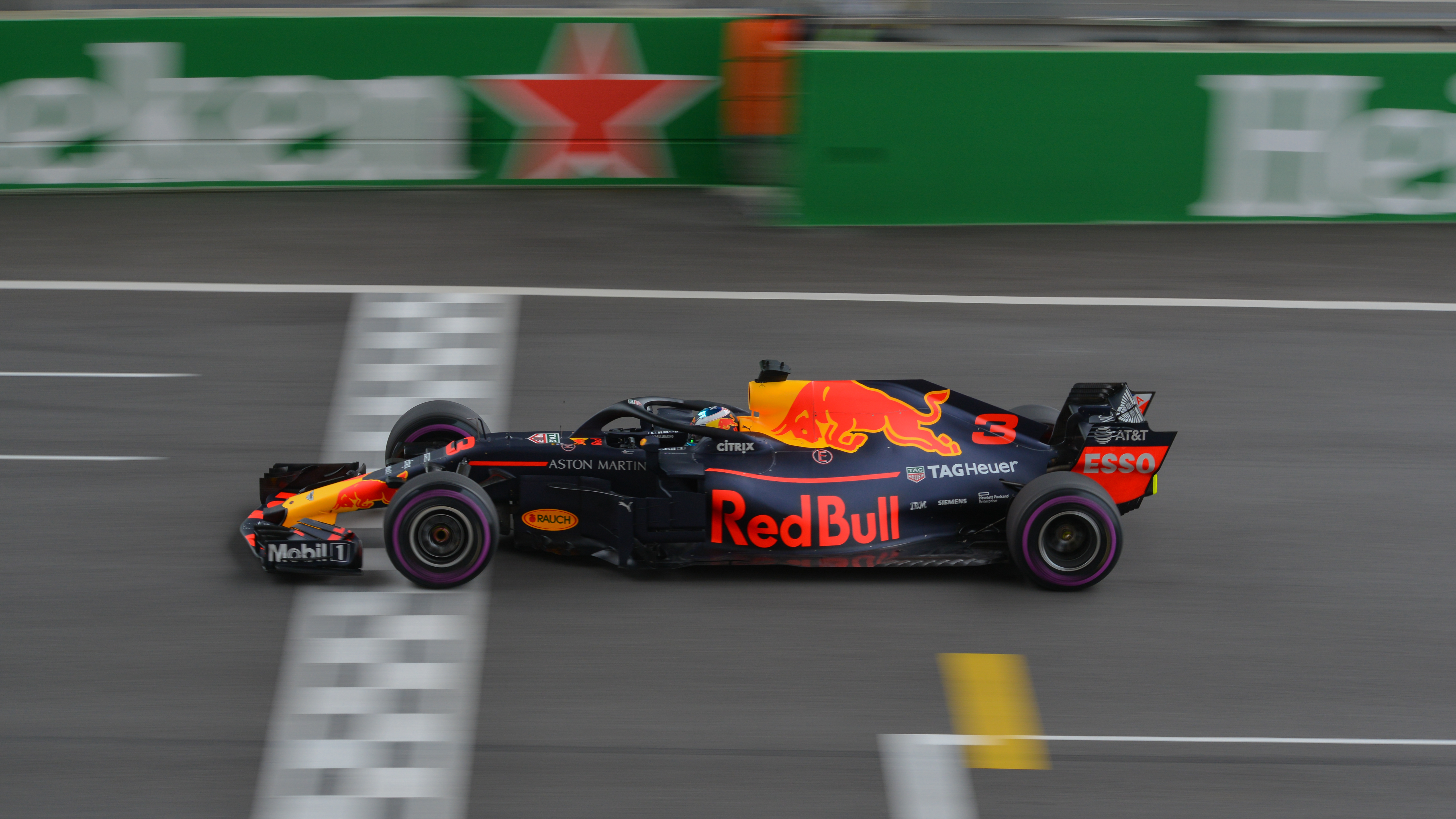
Daniel Ricciardo, qui impegnato nelle prove libere, si aggiudica il Gran Premio di Cina 2018.

Nel 2018 il team si iscrive dunque come Aston Martin Red Bull Racing, e la stagione si apre con un quarto posto di Daniel Ricciardo in Australia, mentre Verstappen termina solo sesto. Due settimane dopo, in Bahrein, entrambi i piloti son costretti al ritiro, Ricciardo per problemi tecnici, Max per una foratura. La Cina sorride alla scuderia anglo-austriaca, con Ricciardo che riporta la Red Bull a vincere dopo il Gran Premio del Messico 2017. Ma al Gran Premio d'Azerbaigian entrambi son costretti al ritiro per un incidente dopo un acceso duello per il quarto posto. Dopo un podio di Verstappen al Gran Premio di Spagna (3º), la Red Bull conquista la prima pole position dopo 2 anni al successivo Gran Premio di Monaco, dopo quella conquistata nell'edizione 2016 dello stesso GP. In gara nonostante alcuni problemi tecnici sulla vettura di Ricciardo, l'australiano ottiene la sua settima vittoria in Formula 1. Dopo altre due gare a podio, tutte con Verstappen, l'olandese conquista la sua quarta vittoria nel mondiale di Formula 1 al Gran Premio d'Austria, complice anche il ritiro delle due Mercedes. Le gare successive vedono i due piloti costretti al ritiro, a turno, per problemi tecnici; l'unico piazzamento di rilievo è il terzo posto di Max Verstappen al Gran Premio del Belgio. Dal Gran Premio di Singapore il team torna regolarmente a punti con entrambi i piloti, riuscendo anche ad ottenere due podi: il secondo posto di Verstappen proprio a Singapore e il terzo posto dello stesso olandese al Gran Premio del Giappone. Nel Gran Premio degli Stati Uniti Ricciardo si ritira, mentre Verstappen giunge ancora a podio chiudendo al secondo posto. Una settimana dopo, in Messico, il team austriaco è protagonista di un ottimo week-end: dopo la prima fila tutta Red Bull conquistata al sabato, con Ricciardo in pole e Verstappen secondo, in gara una possibile doppietta sfuma a 10 giri dal termine; l'australiano infatti, mentre era in seconda posizione, è costretto al ritiro per un problema al motore. L'olandese invece prosegue senza intoppi e conquista la sua quinta vittoria in Formula 1, la quarta stagionale per la scuderia. Buona prestazione anche nel successivo Gran Premio del Brasile, con il decimo podio stagionale di Verstappen che giunge secondo e il quarto posto di Ricciardo. Nell'ultima gara stagionale ad Abu Dhabi Verstappen si conferma sul podio, giungendo terzo, mentre Ricciardo si congeda dal team austriaco chiudendo al quarto posto. Il bilancio finale vede un miglioramento in termini di punti rispetto alla stagione precedente (419), con 4 vittorie e 2 pole position, che valgono la conferma del terzo posto nei costruttori.

### La collaborazione con Honda e il ritorno alla vittoria del mondiale piloti (2019-2021)

#### 2019
Il 19 giugno 2018 viene annunciato che la scuderia dal 2019 non utilizzerà più il motore Renault marchiato TAG Heuer ma il motore Honda. Il 20 agosto 2018 viene annunciato che Pierre Gasly della Toro Rosso diventerà un pilota Red Bull a partire dal 2019, in sostituzione di Daniel Ricciardo che passerà alla Renault. La stagione vede la Red Bull confermarsi come terza forza del mondiale dietro Mercedes e Ferrari, ma nel corso delle gare la differenza con il Cavallino Rampante si assottiglia, e nella prima parte del campionato arrivano anche 2 vittorie (nel Gran Premio di casa in Austria e in Germania) e 1 pole position in Ungheria, sempre con Verstappen.
Il 12 agosto viene annunciato uno scambio di piloti tra Red Bull e Toro Rosso, con Alexander Albon che prende il posto di Gasly a partire dal Gran Premio del Belgio fino alla fine del campionato.
Dopo la pausa estiva Albon si rivela un ottimo innesto in grado di andare costantemente a punti, mentre Verstappen riesce ad ottenere un'ulteriore pole position e un'ulteriore vittoria, entrambe nel rocambolesco Gran Premio del Brasile. Il bilancio finale è di 417 punti, con 3 vittorie e 2 pole position, e vale per il terzo anno consecutivo la terza posizione nel mondiale costruttori.

#### 2020

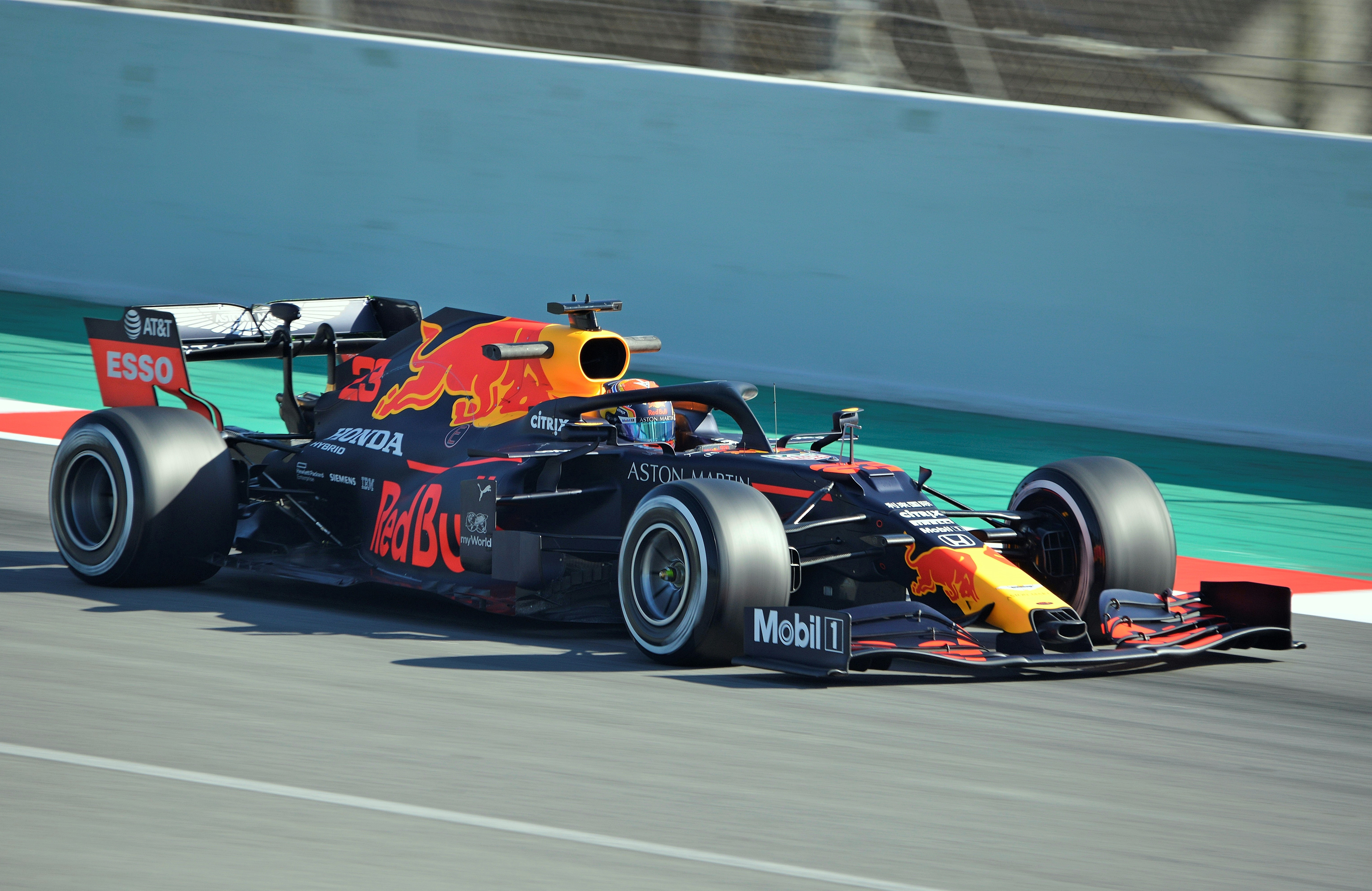
Alexander Albon impegnato nei test di Montmeló nel 2020.

Confermata la coppia di piloti della seconda parte della stagione precedente, il 2020 vede la scuderia austriaca issarsi a seconda forza del campionato, visto il contemporaneo crollo di competitività da parte della Ferrari. Nelle prime nove gare stagionali Verstappen giunge sei volte sul podio, vincendo anche il Gran Premio del 70º Anniversario. L'altro pilota Albon conferma una buona regolarità nel giungere a punti, e nel Gran Premio della Toscana coglie il suo primo podio in Formula 1, tagliando il traguardo in terza posizione. Si tratta anche del primo podio di un pilota thailandese nella categoria. Nella seconda parte della stagione Verstappen conquista altri cinque podi, tra cui una vittoria nel conclusivo Gran Premio di Abu Dhabi, partendo dalla pole, mentre Albon ottiene il suo secondo podio nel Gran Premio del Bahrein. Il bilancio finale è di 319 punti, con 2 vittorie e 1 pole position, e vale alla Red Bull il secondo posto nel mondiale costruttori.

#### 2021

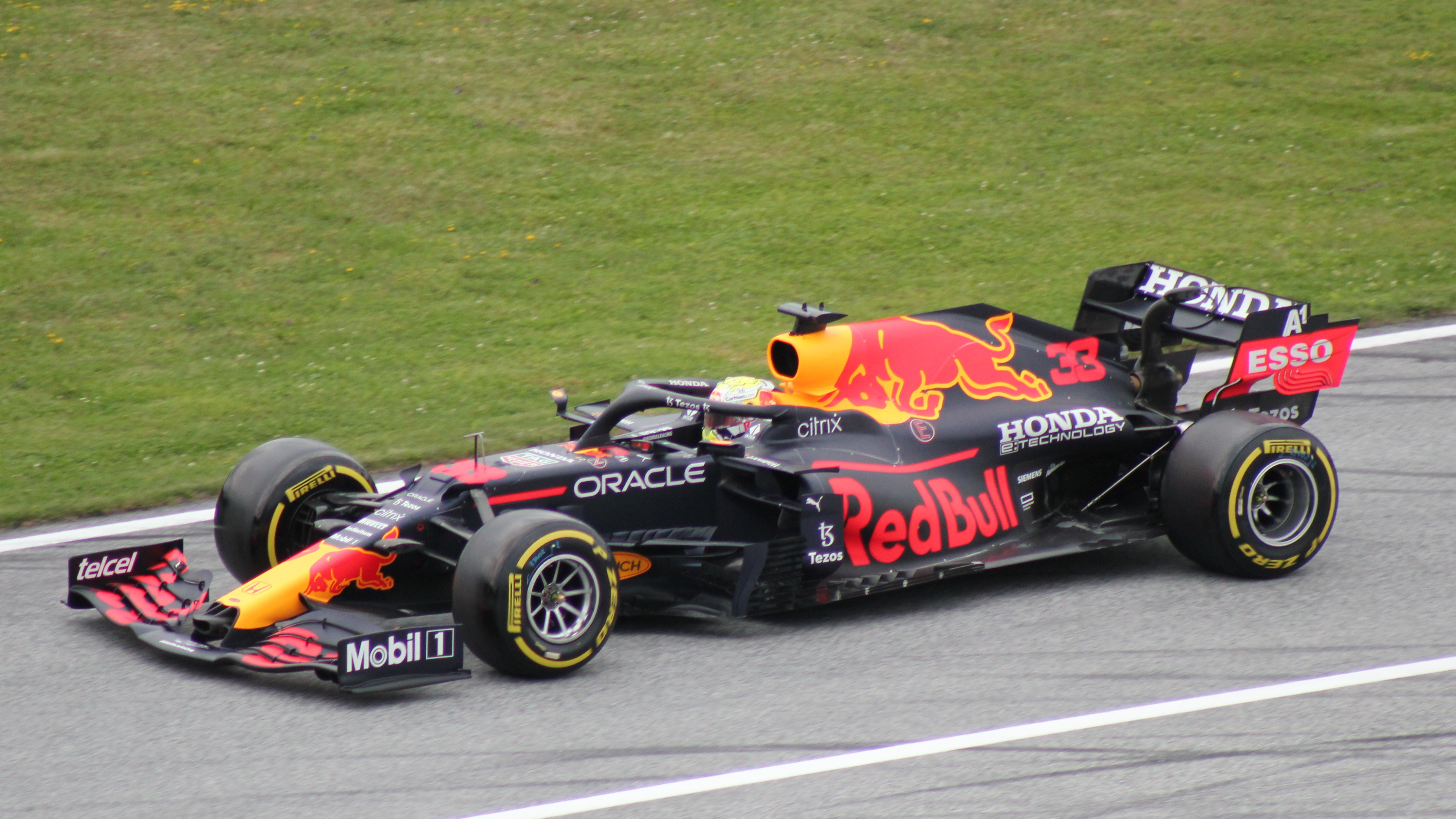
Verstappen porta la Red Bull alla vittoria del titolo piloti dopo 8 anni nel 2021.

Il 18 dicembre 2020 viene annunciato che per la stagione 2021 il messicano Sergio Pérez della Racing Point prenderà il posto di Alexander Albon come compagno di squadra di Verstappen; il pilota thailandese resta nel ruolo di terzo pilota. Inoltre dopo tre stagioni Aston Martin, in procinto di diventare costruttore rinominando la Racing Point, abbandona il ruolo di title sponsor della scuderia, che si iscrive come Red Bull Racing Honda. Il 2021 è l'ultimo anno di fornitura dei motori da parte della casa nipponica che si ritira dalla massima serie alla fine del campionato. L'intera annata è stata caratterizzata dal serrato duello tra Max Verstappen e il pilota della Mercedes Lewis Hamilton, rimasto aperto fino all'ultimo appuntamento del Gran Premio di Abu Dhabi. Giunti a pari punti all'atto risolutivo, l'olandese riesce ad avere la meglio sull'inglese (in testa per quasi tutta la gara) proprio nel corso dell'ultimo giro, favorito da un precedente ingresso della safety car, operando il sorpasso decisivo per vincere gara e titolo, il primo della sua carriera. Alla Red Bull però non riesce la conquista del titolo costruttori, che va appannaggio della Mercedes. Il bilancio finale è di 585,5 punti, con 11 vittorie e 10 pole position, che valgono alla scuderia austriaca di nuovo il secondo posto nel mondiale costruttori.

### L'impegno parallelo come costruttore e motorista e nuovo dominio (2022-oggi)
Col ritiro di Honda come motorista, il 14 febbraio 2021 è stato votato dalla FIA e da tutta la dirigenza della Formula 1 il congelamento dei propulsori a partire dal 2022 e fino al 2025, portando a compimento l'accordo che vede Red Bull utilizzare le unità ex Honda anche dopo il ritiro dei nipponici, assorbendone la proprietà intellettuale, che darà entro il 2025 la possibilità al team austriaco di essere autosufficiente: la Red Bull crea così la divisione Red Bull Powertrains ed entra a tutti gli effetti come motorista dalla stagione 2022, fornendo i propulsori anche al team satellite AlphaTauri, sotto l'acronimo RBPT. Il motorista giapponese rimane al fianco del team in qualità di collaboratore tecnico, e dal 2023 compare anche nella denominazione dei motori delle due scuderie, venendo ribattezzati Honda RBPT.

#### 2022

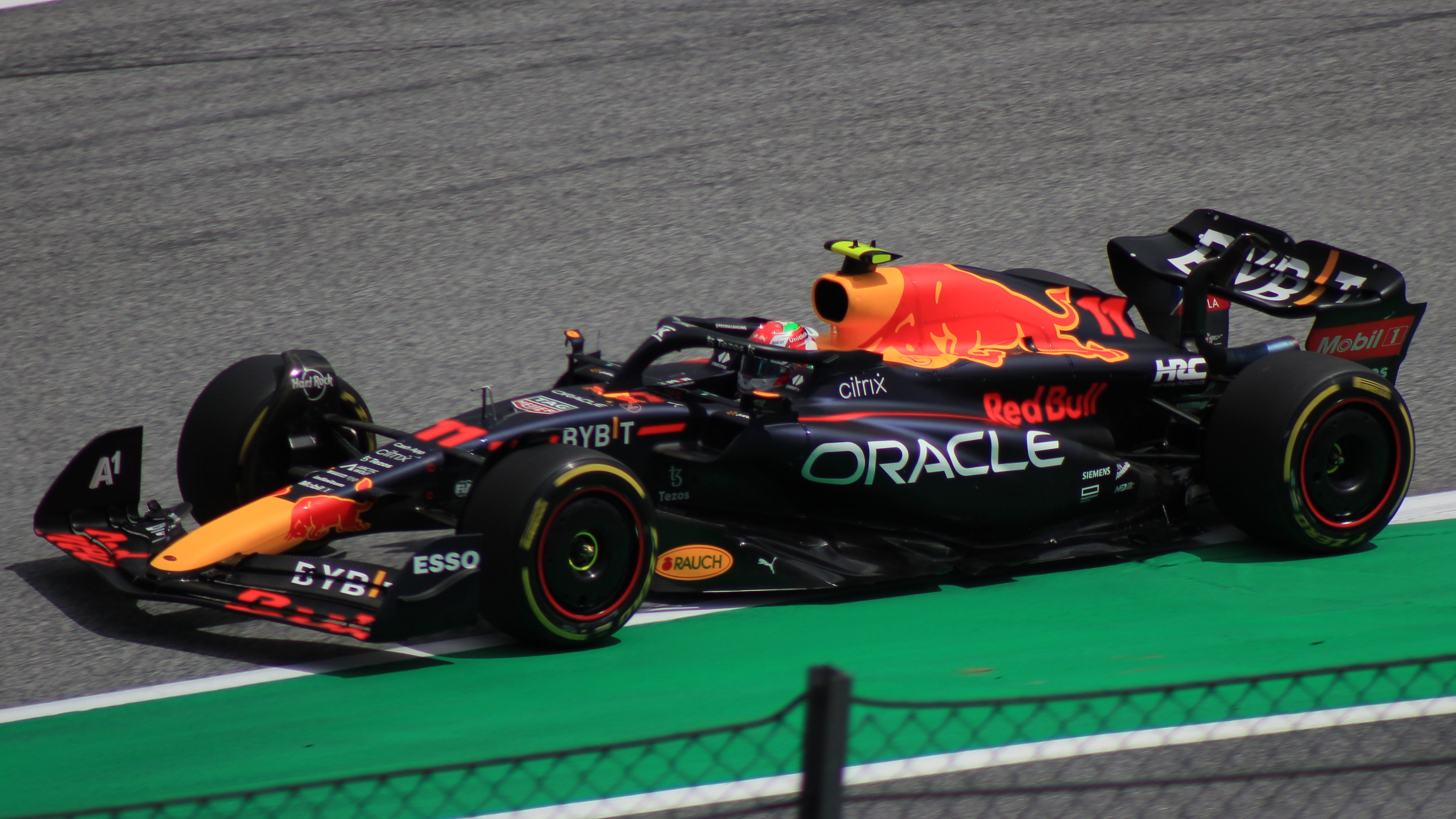
Sergio Pérez durante il Gran Premio d'Austria 2022.

Nel 2022 la line-up dei piloti rimane invariata, con il campione del mondo in carica Verstappen che porta il numero 1 sulla sua vettura, affiancato dal confermato Pérez. La società statunitense Oracle Corporation inizia una collaborazione pluriennale con la Red Bull Racing, ricoprendo il ruolo di title sponsor della scuderia, ufficialmente rinominata Oracle Red Bull Racing. L'inizio di campionato non è brillantissimo per la scuderia austriaca, e la Ferrari sembra poter prendere il largo in entrambe le classifiche con il suo pilota Charles Leclerc, ma il resto della stagione, complice anche un calo evidente della scuderia di Maranello, si trasforma in una marcia trionfale, che vedono Max Verstappen riconfermarsi campione del mondo piloti con 4 gare di anticipo, nel Gran Premio del Giappone (tra l'altro a fine anno ottenendo il record assoluto di vittorie in una stagione, 15, e di punti, 454), e due settimane dopo la Red Bull tornare a vincere il mondiale costruttori (il quinto della sua storia) dopo 9 anni con 3 gare di anticipo, nel Gran Premio degli Stati Uniti, con un bottino finale di 17 vittorie, 5 doppiette e 8 pole position su 22 gare, per un totale di 759 punti.

#### 2023

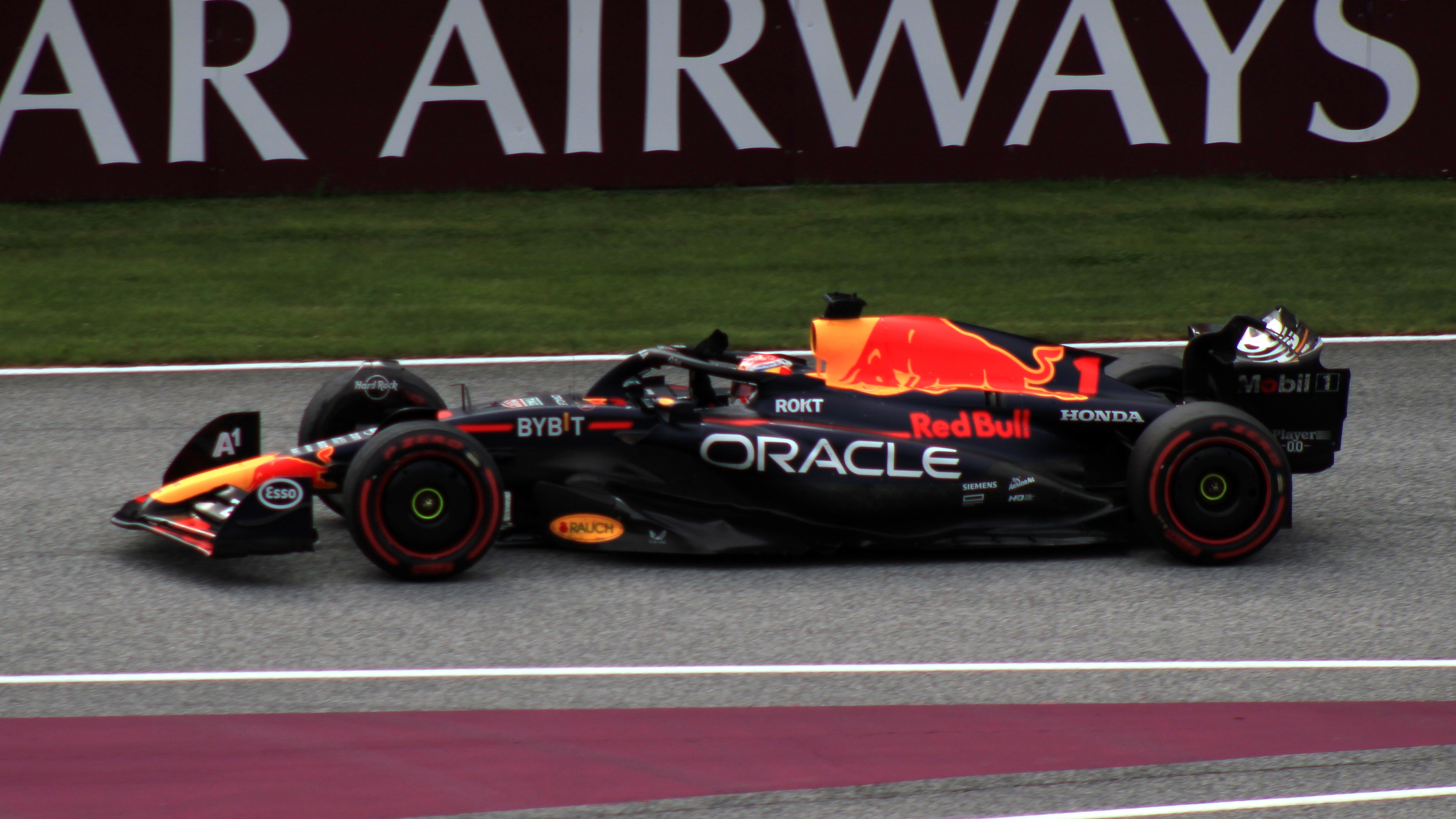
Max Verstappen alla guida della sua Red Bull, protagonisti di una stagione 2023 da record.

Anche nella stagione 2023 la line-up dei piloti rimane invariata, vedendo per il terzo anno consecutivo il bi-campione del mondo in carica Max Verstappen affiancato da Sergio Pérez. La superiorità della Red Bull sulla concorrenza in questa annata si fa ancora più netta e schiacciante: vengono infatti vinte tutte le prime 12 gare (10 con Verstappen e 2 con Pérez), che unite alla vittoria dell'ultimo Gran Premio del 2022 "polverizzano" così il record della McLaren di 11 vittorie consecutive che resisteva dal 1988. Al rientro dalla pausa estiva, questo record viene ulteriormente migliorato arrivando a un totale di 15 vittorie consecutive (10 di fila per il pilota olandese, nuovo primato), prima che la Ferrari di Carlos Sainz Jr. s'imponga a Singapore interrompendo la striscia, unica gara stagionale non vinta dalla Red Bull. A parte questo episodio infatti, vengono vinte tutte le ultime 7 gare, sempre per opera di Verstappen, confermatosi campione del mondo piloti per la terza volta consecutiva dopo la Sprint del Gran Premio del Qatar (con 6 gare ancora da disputare), stabilendo il nuovo record di vittorie a fine anno (19) e di punti (575). La scuderia austriaca inoltre, nel precedente Gran Premio del Giappone, si aggiudica il secondo titolo costruttori consecutivo, il sesto della sua storia. Il bottino finale di questa stagione di dominio assoluto è di 21 vittorie, 6 doppiette e 14 pole position su 22 gare, per un totale di 860 punti, anche in questo caso nuovo primato per la categoria.

#### 2024
La Red Bull conferma anche nel 2024, per il quarto anno consecutivo, l'accoppiata di piloti formata dal tre volte campione del mondo olandese Max Verstappen e dal messicano Sergio Pérez.
I primi due appuntamenti, in Bahrein e in Arabia Saudita, mostrano un netto dominio della scuderia che ottiene due doppiette consecutive, in Australia Verstappen è costretto al ritiro mentre Pérez non va oltre la quinta posizione. Nelle successive quattro gare la scuderia ne vince tre (con la terza doppietta in Giappone), tutte con Verstappen, fallendo solo l'appuntamento a Miami. Dopo una sudata vittoria per Max ad Imola la squadra non si riconferma a Monaco. Da qui in poi il team austriaco va incontro a un calo di prestazioni, vincendo in Canada e in Spagna, sempre con il solo pilota olandese, ma nei successivi appuntamenti la Red Bull non riesce più a vincere alcuna gara, risultato che non si verificava dal 2020; dopo una serie di gare incolori, la scuderia viene scavalcata in testa alla classifica costruttori dalla McLaren al termine del Gran Premio d'Azerbaigian, perdendo un primato che durava dal Gran Premio di Spagna 2022. Dopo il Gran Premio di Città del Messico la Red Bull subisce il sorpasso in classifica anche dalla Ferrari, finendo così in terza posizione. Verstappen torna alla vittoria nel Gran Premio di San Paolo, spezzando un digiuno di dieci gare consecutive senza vincere, diventando matematicamente campione del mondo per la quarta volta consecutiva nel successivo Gran Premio di Las Vegas, con 2 gare ancora da disputare. L’olandese vince anche il Gran Premio del Qatar, arrivando a nove successi stagionali.
La stagione si chiude con 9 vittorie, 3 doppiette e 8 pole position su 24 gare, per un totale di 589 punti, che fanno scivolare dunque la scuderia in terza posizione nel mondiale costruttori, complici i miglioramenti significativi di McLaren e Ferrari durante il campionato e l'annata molto negativa di Pérez.

#### 2025
Dopo quattro anni, nella stagione 2025 si registra un cambio nella line-up dei piloti: il messicano Sergio Pérez viene avvicendato con il neozelandese Liam Lawson, già facente parte della famiglia Red Bull e reduce da undici Gran Premi disputati nell'ultimo biennio con AlphaTauri prima e RB poi in qualità di pilota di riserva, al fianco del confermato quattro volte campione del mondo olandese Max Verstappen. Dopo sole due gare tuttavia, le prestazioni deludenti del neozelandese portano la dirigenza a sostituirlo con Yūki Tsunoda, già collaudatore della squadra e proveniente dalla Racing Bulls, dove correva da cinque stagioni; Lawson compie invece il percorso inverso e torna alla scuderia di Faenza.
Nelle successive gare il nipponico non riesce ad imporsi e subisce un calo prestazionale simile ai suoi predecessori. Sebbene Verstappen riesca a vincere due gare a Suzuka e ad Imola, la scuderia si dimostra in difficoltà e scivola a quarta forza del mondiale; dopo alcune riunioni interne, si decide di rimuovere Christian Horner dal suo incarico di team principal dopo 20 anni di sodalizio, venendo sostituito da Laurent Mekies, proveniente anch'egli dalla Racing Bulls.

## Gestione Sportiva
- Piloti: Max Verstappen, Liam Lawson, Yūki Tsunoda
- Team Principal: Laurent Mekies
- Direttore sportivo: carica vacante
- Direttore tecnico: Pierre Waché
- Direttore della tecnologia: carica vacante
- Consulente: Helmut Marko
- Capo progettista: carica vacante
- Capo aerodinamico: carica vacante
- Capo ingegneri: Paul Monaghan
- Responsabile dello sviluppo dei piloti: Helmut Marko
- Responsabile delle prestazioni: Ben Waterhouse
- Responsabile delle progettazioni tecnologiche avanzate: Ben Butler
- Responsabile della produzione e della logistica: Paul Field
- Responsabile ingegneri di pista: Guillaume Rocquelin
- Ingegneri di pista: Gianpiero Lambiase, Richard Wood
- Collaudatori: Isack Hadjar, Ayumu Iwasa, Arvid Lindblad

## Monoposto
| Nome           | Anno |
| -------------- | ---- |
| Red Bull RB1   | 2005 |
| Red Bull RB2   | 2006 |
| Red Bull RB3   | 2007 |
| Red Bull RB4   | 2008 |
| Red Bull RB5   | 2009 |
| Red Bull RB6   | 2010 |
| Red Bull RB7   | 2011 |
| Red Bull RB8   | 2012 |
| Red Bull RB9   | 2013 |
| Red Bull RB10  | 2014 |
| Red Bull RB11  | 2015 |
| Red Bull RB12  | 2016 |
| Red Bull RB13  | 2017 |
| Red Bull RB14  | 2018 |
| Red Bull RB15  | 2019 |
| Red Bull RB16  | 2020 |
| Red Bull RB16B | 2021 |
| Red Bull RB18  | 2022 |
| Red Bull RB19  | 2023 |
| Red Bull RB20  | 2024 |
| Red Bull RB21  | 2025 |

## Statistiche

### Vittorie
| Anno | Vittorie |
| ---- | --- |
| 2009 | 6 Cina, Gran Bretagna, Germania, Giappone, Brasile, Abu Dhabi |
| 2010 | 9 Malesia, Spagna, Monaco, Europa, Gran Bretagna, Ungheria, Giappone, Brasile, Abu Dhabi |
| 2011 | 12 Australia, Malesia, Turchia, Spagna, Monaco, Europa, Belgio, Italia, Singapore, Corea, India, Brasile |
| 2012 | 7 Bahrein, Monaco, Gran Bretagna, Singapore, Giappone, Corea, India |
| 2013 | 13 Malesia, Bahrein, Canada, Germania, Belgio, Italia, Singapore, Corea, Giappone, India, Abu Dhabi, Stati Uniti, Brasile |
| 2014 | 3 Canada, Ungheria, Belgio |
| 2016 | 2 Spagna, Malesia |
| 2017 | 3 Azerbaigian, Malesia, Messico |
| 2018 | 4 Cina, Monaco, Austria, Messico |
| 2019 | 3 Austria, Germania, Brasile |
| 2020 | 2 70º Anniversario, Abu Dhabi |
| 2021 | 11 Emilia-Romagna, Monaco, Azerbaigian, Francia, Stiria, Austria, Belgio, Olanda, Stati Uniti, Città del Messico, Abu Dhabi                                                                                                   |
| 2022 | 17 Arabia Saudita, Emilia-Romagna, Miami, Spagna, Monaco, Azerbaigian, Canada, Francia, Ungheria, Belgio, Olanda, Italia, Singapore, Giappone, Stati Uniti, Città del Messico, Abu Dhabi                                      |
| 2023 | 21 Bahrein, Arabia Saudita, Australia, Azerbaigian, Miami, Monaco, Spagna, Canada, Austria, Gran Bretagna, Ungheria, Belgio, Olanda, Italia, Giappone, Qatar, Stati Uniti, Città del Messico, San Paolo, Las Vegas, Abu Dhabi |
| 2024 | 9 Bahrein, Arabia Saudita, Giappone, Cina, Emilia-Romagna, Canada, Spagna, San Paolo, Qatar |
| 2025 | 2 Giappone, Emilia-Romagna |

### Pole position
| Anno | Pole position |
| ---- | --- |
| 2009 | 5 Cina, Turchia, Gran Bretagna, Germania, Giappone |
| 2010 | 15 Bahrein, Australia, Malesia, Cina, Spagna, Monaco, Turchia, Europa, Gran Bretagna, Germania, Ungheria, Belgio, Giappone, Corea, Abu Dhabi                            |
| 2011 | 18 Australia, Malesia, Cina, Turchia, Spagna, Monaco, Canada, Europa, Gran Bretagna, Germania, Ungheria, Belgio, Italia, Singapore, Giappone, India, Abu Dhabi, Brasile |
| 2012 | 8 Bahrein, Monaco, Canada, Europa, Giappone, Corea, India, Stati Uniti                                                                                                  |
| 2013 | 11 Australia, Malesia, Canada, Italia, Singapore, Corea, Giappone, India, Abu Dhabi, Stati Uniti, Brasile                                                               |
| 2016 | 1 Monaco |
| 2018 | 2 Monaco, Messico |
| 2019 | 2 Ungheria, Brasile |
| 2020 | 1 Abu Dhabi |
| 2021 | 10 Bahrein, Francia, Stiria, Austria, Gran Bretagna, Belgio, Olanda, Italia, Stati Uniti, Abu Dhabi                                                                     |
| 2022 | 8 Arabia Saudita, Emilia-Romagna, Canada, Austria, Olanda, Giappone, Città del Messico, Abu Dhabi                                                                       |
| 2023 | 14 Bahrein, Arabia Saudita, Australia, Miami, Monaco, Spagna, Canada, Austria, Gran Bretagna, Olanda, Giappone, Qatar, San Paolo, Abu Dhabi                             |
| 2024 | 8 Bahrein, Arabia Saudita, Australia, Giappone, Cina, Miami, Emilia-Romagna, Austria                                                                                    |
| 2025 | 4 Giappone, Arabia Saudita, Miami, Gran Bretagna |

## Principali piloti
| Pilota           | Anni      | Titoli mondiali | Gran Premi | Vittorie | Podi |
| ---------------- | --------- | --------------- | ---------- | -------- | ---- |
| Max Verstappen   | 2016-     | 4               | 200        | 65       | 117  |
| Sebastian Vettel | 2009-2014 | 4               | 113        | 38       | 65   |
| Mark Webber      | 2007-2013 | -               | 129        | 9        | 41   |
| Daniel Ricciardo | 2014-2018 | -               | 100        | 7        | 29   |
| Sergio Pérez     | 2021-2024 | -               | 90         | 5        | 29   |
| David Coulthard  | 2005-2008 | -               | 71         | -        | 2    |
| Alexander Albon  | 2019-2020 | -               | 26         | -        | 2    |
| Daniil Kvjat     | 2015-2016 | -               | 21         | -        | 2    |

## Risultati completi in Formula 1

### Come costruttore
| Anno | Vettura | Motore          | Gomme | Piloti    |   |   |    |    |     |     |   |   |    |     |    |   |     |   |    |     |     |   |   |  |  |  |  |  | Punti | Pos. |
| ---- | ------- | --------------- | ----- | --------- | - | - | -- | -- | --- | --- | - | - | -- | --- | -- | - | --- | - | -- | --- | --- | - | - |  |  |  |  |  | ----- | ---- |
| 2005 | RB1     | Cosworth TJ2005 | M     | Coulthard | 4 | 6 | 8  | 11 | 8   | Rit | 4 | 7 | NP | 10  | 13 | 7 | Rit | 7 | 15 | Rit | Rit | 6 | 9 |  |  |  |  |  | 34    | 7º   |
| 2005 | RB1     | Cosworth TJ2005 | M     | Klien     | 7 | 8 | NP |    |     |     |   | 8 | NP | Rit | 15 | 9 | Rit | 8 | 13 | 9   | 9   | 9 | 5 |  |  |  |  |  | 34    | 7º   |
| 2005 | RB1     | Cosworth TJ2005 | M     | Liuzzi    |   |   |    | 8  | Rit | Rit | 9 |   |    |     |    |   |     |   |    |     |     |   |   |  |  |  |  |  | 34    | 7º   |

| Anno | Vettura | Motore      | Gomme | Piloti    |    |     |     |     |     |    |     |    |    |     |    |    |     |     |    |    |     |     |  |  |  |  |  |  | Punti | Pos. |
| ---- | ------- | ----------- | ----- | --------- | -- | --- | --- | --- | --- | -- | --- | -- | -- | --- | -- | -- | --- | --- | -- | -- | --- | --- |  |  |  |  |  |  | ----- | ---- |
| 2006 | RB2     | Ferrari 056 | M     | Coulthard | 10 | Rit | 8   | Rit | Rit | 14 | 3   | 12 | 8  | 7   | 9  | 11 | 5   | 15* | 12 | 9  | Rit | Rit |  |  |  |  |  |  | 16    | 7º   |
| 2006 | RB2     | Ferrari 056 | M     | Klien     | 8  | Rit | Rit | Rit | Rit | 13 | Rit | 14 | 11 | Rit | 12 | 8  | Rit | 11  | 11 |    |     |     |  |  |  |  |  |  | 16    | 7º   |
| 2006 | RB2     | Ferrari 056 | M     | Doornbos  |    |     |     |     |     |    |     |    |    |     |    |    |     |     |    | 12 | 13  | 12  |  |  |  |  |  |  | 16    | 7º   |

| Anno | Vettura | Motore       | Gomme | Piloti    |     |     |     |     |     |     |     |    |     |   |    |     |     |     |     |    |     |  |  |  |  |  |  |  | Punti | Pos. |
| ---- | ------- | ------------ | ----- | --------- | --- | --- | --- | --- | --- | --- | --- | -- | --- | - | -- | --- | --- | --- | --- | -- | --- |  |  |  |  |  |  |  | ----- | ---- |
| 2007 | RB3     | Renault RS27 | B     | Coulthard | Rit | Rit | Rit | 5   | 14  | Rit | Rit | 13 | 11  | 5 | 11 | 10  | Rit | Rit | 4   | 8  | 9   |  |  |  |  |  |  |  | 24    | 5º   |
| 2007 | RB3     | Renault RS27 | B     | Webber    | 13  | 10  | Rit | Rit | Rit | 9   | 7   | 12 | Rit | 3 | 9  | Rit | 9   | 7   | Rit | 10 | Rit |  |  |  |  |  |  |  | 24    | 5º   |

| Anno | Vettura | Motore       | Gomme | Piloti    |     |   |    |    |   |     |    |   |     |     |    |    |    |    |     |     |    |     |  |  |  |  |  |  | Punti | Pos. |
| ---- | ------- | ------------ | ----- | --------- | --- | - | -- | -- | - | --- | -- | - | --- | --- | -- | -- | -- | -- | --- | --- | -- | --- |  |  |  |  |  |  | ----- | ---- |
| 2008 | RB4     | Renault RS27 | B     | Coulthard | Rit | 9 | 18 | 12 | 9 | Rit | 3  | 9 | Rit | 13  | 11 | 17 | 11 | 16 | 7   | Rit | 10 | Rit |  |  |  |  |  |  | 29    | 7º   |
| 2008 | RB4     | Renault RS27 | B     | Webber    | Rit | 7 | 7  | 5  | 7 | 4   | 12 | 6 | 10  | Rit | 9  | 12 | 8  | 8  | Rit | 8   | 14 | 9   |  |  |  |  |  |  | 29    | 7º   |

| Anno | Vettura | Motore       | Gomme | Piloti |     |     |   |    |   |     |   |   |   |     |     |   |     |     |    |   |   |  |  |  |  |  |  |  | Punti | Pos. |
| ---- | ------- | ------------ | ----- | ------ | --- | --- | - | -- | - | --- | - | - | - | --- | --- | - | --- | --- | -- | - | - |  |  |  |  |  |  |  | ----- | ---- |
| 2009 | RB5     | Renault RS27 | B     | Webber | 12  | 6   | 2 | 11 | 3 | 5   | 2 | 2 | 1 | 3   | 9   | 9 | Rit | Rit | 17 | 1 | 2 |  |  |  |  |  |  |  | 153,5 | 2º   |
| 2009 | RB5     | Renault RS27 | B     | Vettel | 13* | 15* | 1 | 2  | 4 | Rit | 3 | 1 | 2 | Rit | Rit | 3 | 8   | 4   | 1  | 4 | 1 |  |  |  |  |  |  |  | 153,5 | 2º   |

| Anno | Vettura | Motore            | Gomme | Piloti |   |     |   |   |   |   |     |   |     |   |   |   |    |   |   |   |     |   |   |  |  |  |  |  | Punti | Pos. |
| ---- | ------- | ----------------- | ----- | ------ | - | --- | - | - | - | - | --- | - | --- | - | - | - | -- | - | - | - | --- | - | - |  |  |  |  |  | ----- | ---- |
| 2010 | RB6     | Renault RS27-2010 | B     | Vettel | 4 | Rit | 1 | 6 | 3 | 2 | Rit | 4 | 1   | 7 | 3 | 3 | 15 | 4 | 2 | 1 | Rit | 1 | 1 |  |  |  |  |  | 498   | 1º   |
| 2010 | RB6     | Renault RS27-2010 | B     | Webber | 8 | 9   | 2 | 8 | 1 | 1 | 3   | 5 | Rit | 1 | 6 | 1 | 2  | 6 | 3 | 2 | Rit | 2 | 8 |  |  |  |  |  | 498   | 1º   |

| Anno | Vettura | Motore            | Gomme | Piloti |   |   |   |   |   |   |   |   |   |   |   |   |     |   |   |   |   |     |   |  |  |  |  |  | Punti | Pos. |
| ---- | ------- | ----------------- | ----- | ------ | - | - | - | - | - | - | - | - | - | - | - | - | --- | - | - | - | - | --- | - |  |  |  |  |  | ----- | ---- |
| 2011 | RB7     | Renault RS27-2011 | P     | Vettel | 1 | 1 | 2 | 1 | 1 | 1 | 2 | 1 | 2 | 4 | 2 | 1 | 1   | 1 | 3 | 1 | 1 | Rit | 2 |  |  |  |  |  | 650   | 1º   |
| 2011 | RB7     | Renault RS27-2011 | P     | Webber | 5 | 4 | 3 | 2 | 4 | 4 | 3 | 3 | 3 | 3 | 5 | 2 | Rit | 3 | 4 | 3 | 4 | 4   | 1 |  |  |  |  |  | 650   | 1º   |

| Anno | Vettura | Motore            | Gomme | Piloti |   |    |   |   |    |   |   |     |   |   |   |   |     |    |   |   |   |     |     |   |  |  |  |  | Punti | Pos. |
| ---- | ------- | ----------------- | ----- | ------ | - | -- | - | - | -- | - | - | --- | - | - | - | - | --- | -- | - | - | - | --- | --- | - |  |  |  |  | ----- | ---- |
| 2012 | RB8     | Renault RS27-2012 | P     | Vettel | 2 | 11 | 5 | 1 | 6  | 4 | 4 | Rit | 3 | 5 | 4 | 2 | 22* | 1  | 1 | 1 | 1 | 3   | 2   | 6 |  |  |  |  | 460   | 1º   |
| 2012 | RB8     | Renault RS27-2012 | P     | Webber | 4 | 4  | 4 | 4 | 11 | 1 | 7 | 4   | 1 | 8 | 8 | 6 | 20* | 11 | 9 | 2 | 3 | Rit | Rit | 4 |  |  |  |  | 460   | 1º   |

| Anno | Vettura | Motore            | Gomme | Piloti |   |   |     |   |   |   |   |     |   |   |   |   |     |     |   |     |   |   |   |  |  |  |  |  | Punti | Pos. |
| ---- | ------- | ----------------- | ----- | ------ | - | - | --- | - | - | - | - | --- | - | - | - | - | --- | --- | - | --- | - | - | - |  |  |  |  |  | ----- | ---- |
| 2013 | RB9     | Renault RS27-2013 | P     | Vettel | 3 | 1 | 4   | 1 | 4 | 2 | 1 | Rit | 1 | 3 | 1 | 1 | 1   | 1   | 1 | 1   | 1 | 1 | 1 |  |  |  |  |  | 596   | 1º   |
| 2013 | RB9     | Renault RS27-2013 | P     | Webber | 6 | 2 | Rit | 7 | 5 | 3 | 4 | 2   | 7 | 4 | 5 | 3 | 15* | Rit | 2 | Rit | 2 | 3 | 2 |  |  |  |  |  | 596   | 1º   |

| Anno | Vettura | Motore                 | Gomme | Piloti    |     |     |   |   |   |     |   |     |   |   |   |   |   |   |   |   |   |     |   |  |  |  |  |  | Punti | Pos. |
| ---- | ------- | ---------------------- | ----- | --------- | --- | --- | - | - | - | --- | - | --- | - | - | - | - | - | - | - | - | - | --- | - |  |  |  |  |  | ----- | ---- |
| 2014 | RB10    | Renault Energy F1 2014 | P     | Vettel    | Rit | 3   | 6 | 5 | 4 | Rit | 3 | Rit | 5 | 4 | 7 | 5 | 6 | 2 | 3 | 8 | 7 | 5   | 8 |  |  |  |  |  | 405   | 2º   |
| 2014 | RB10    | Renault Energy F1 2014 | P     | Ricciardo | SQ  | Rit | 4 | 4 | 3 | 3   | 1 | 8   | 3 | 6 | 1 | 1 | 5 | 3 | 4 | 7 | 3 | Rit | 4 |  |  |  |  |  | 405   | 2º   |

| Anno | Vettura | Motore                 | Gomme | Piloti    |    |    |     |   |    |   |    |    |     |   |     |    |   |    |     |     |   |    |    |  |  |  |  |  | Punti | Pos. |
| ---- | ------- | ---------------------- | ----- | --------- | -- | -- | --- | - | -- | - | -- | -- | --- | - | --- | -- | - | -- | --- | --- | - | -- | -- |  |  |  |  |  | ----- | ---- |
| 2015 | RB11    | Renault Energy F1 2015 | P     | Ricciardo | 6  | 10 | 9   | 6 | 7  | 5 | 13 | 10 | Rit | 3 | Rit | 8  | 2 | 15 | 15* | 10  | 5 | 11 | 6  |  |  |  |  |  | 187   | 4º   |
| 2015 | RB11    | Renault Energy F1 2015 | P     | Kvjat     | NP | 9  | Rit | 9 | 10 | 4 | 9  | 12 | 6   | 2 | 4   | 10 | 6 | 13 | 5   | Rit | 4 | 7  | 10 |  |  |  |  |  | 187   | 4º   |

| Anno | Vettura | Motore    | Gomme | Piloti     |    |   |   |    |   |     |   |   |   |   |   |   |    |   |   |   |   |     |   |   |   |  |  |  | Punti | Pos. |
| ---- | ------- | --------- | ----- | ---------- | -- | - | - | -- | - | --- | - | - | - | - | - | - | -- | - | - | - | - | --- | - | - | - |  |  |  | ----- | ---- |
| 2016 | RB12    | TAG Heuer | P     | Ricciardo  | 4  | 4 | 4 | 11 | 4 | 2   | 7 | 7 | 5 | 4 | 3 | 2 | 2  | 5 | 2 | 1 | 6 | 3   | 3 | 8 | 5 |  |  |  | 468   | 2º   |
| 2016 | RB12    | TAG Heuer | P     | Kvjat      | NP | 7 | 3 | 15 |   |     |   |   |   |   |   |   |    |   |   |   |   |     |   |   |   |  |  |  | 468   | 2º   |
| 2016 | RB12    | TAG Heuer | P     | Verstappen |    |   |   |    | 1 | Rit | 4 | 8 | 2 | 2 | 5 | 3 | 11 | 7 | 6 | 2 | 2 | Rit | 4 | 3 | 4 |  |  |  | 468   | 2º   |

| Anno | Vettura | Motore    | Gomme | Piloti     |     |   |     |     |     |   |     |     |     |   |     |     |    |     |   |   |     |     |   |     |  |  |  |  | Punti | Pos. |
| ---- | ------- | --------- | ----- | ---------- | --- | - | --- | --- | --- | - | --- | --- | --- | - | --- | --- | -- | --- | - | - | --- | --- | - | --- |  |  |  |  | ----- | ---- |
| 2017 | RB13    | TAG Heuer | P     | Ricciardo  | Rit | 4 | 5   | Rit | 3   | 3 | 3   | 1   | 3   | 5 | Rit | 3   | 4  | 2   | 3 | 3 | Rit | Rit | 6 | Rit |  |  |  |  | 368   | 3º   |
| 2017 | RB13    | TAG Heuer | P     | Verstappen | 5   | 3 | Rit | 5   | Rit | 5 | Rit | Rit | Rit | 4 | 5   | Rit | 10 | Rit | 1 | 2 | 4   | 1   | 5 | 5   |  |  |  |  | 368   | 3º   |

| Anno | Vettura | Motore    | Gomme | Piloti     |   |     |   |     |   |   |   |   |     |     |     |     |     |     |   |   |   |     |     |   |   |  |  |  | Punti | Pos. |
| ---- | ------- | --------- | ----- | ---------- | - | --- | - | --- | - | - | - | - | --- | --- | --- | --- | --- | --- | - | - | - | --- | --- | - | - |  |  |  | ----- | ---- |
| 2018 | RB14    | TAG Heuer | P     | Ricciardo  | 4 | Rit | 1 | Rit | 5 | 1 | 4 | 4 | Rit | 5   | Rit | 4   | Rit | Rit | 6 | 6 | 4 | Rit | Rit | 4 | 4 |  |  |  | 419   | 3º   |
| 2018 | RB14    | TAG Heuer | P     | Verstappen | 6 | Rit | 5 | Rit | 3 | 9 | 3 | 2 | 1   | 15* | 4   | Rit | 3   | 5   | 2 | 5 | 3 | 2   | 1   | 2 | 3 |  |  |  | 419   | 3º   |

| Anno | Vettura | Motore       | Gomme | Piloti     |    |   |   |     |   |   |   |    |   |   |     |   |     |   |   |   |     |   |   |    |   |  |  |  | Punti | Pos. |
| ---- | ------- | ------------ | ----- | ---------- | -- | - | - | --- | - | - | - | -- | - | - | --- | - | --- | - | - | - | --- | - | - | -- | - |  |  |  | ----- | ---- |
| 2019 | RB15    | Honda RA619H | P     | Verstappen | 3  | 4 | 4 | 4   | 3 | 4 | 5 | 4  | 1 | 5 | 1   | 2 | Rit | 8 | 3 | 4 | Rit | 6 | 3 | 1  | 2 |  |  |  | 417   | 3º   |
| 2019 | RB15    | Honda RA619H | P     | Gasly      | 11 | 8 | 6 | Rit | 6 | 5 | 8 | 10 | 7 | 4 | 14* | 6 |     |   |   |   |     |   |   |    |   |  |  |  | 417   | 3º   |
| 2019 | RB15    | Honda RA619H | P     | Albon      |    |   |   |     |   |   |   |    |   |   |     |   | 5   | 6 | 6 | 5 | 4   | 5 | 5 | 14 | 6 |  |  |  | 417   | 3º   |

| Anno | Vettura | Motore       | Gomme | Piloti     |     |   |   |   |   |   |   |     |     |    |     |    |     |   |   |     |   |  |  |  |  |  |  |  | Punti | Pos. |
| ---- | ------- | ------------ | ----- | ---------- | --- | - | - | - | - | - | - | --- | --- | -- | --- | -- | --- | - | - | --- | - |  |  |  |  |  |  |  | ----- | ---- |
| 2020 | RB16    | Honda RA620H | P     | Verstappen | Rit | 3 | 2 | 2 | 1 | 2 | 3 | Rit | Rit | 2  | 2   | 3  | Rit | 6 | 2 | Rit | 1 |  |  |  |  |  |  |  | 319   | 2º   |
| 2020 | RB16    | Honda RA620H | P     | Albon      | 13* | 4 | 5 | 8 | 5 | 8 | 6 | 15  | 3   | 10 | Rit | 12 | 15  | 7 | 3 | 6   | 4 |  |  |  |  |  |  |  | 319   | 2º   |

| Anno | Vettura | Motore       | Gomme | Piloti     |   |    |   |   |   |     |   |   |   |      |     |    |   |      |   |   |   |   |   |   |     |     |  |  | Punti | Pos. |
| ---- | ------- | ------------ | ----- | ---------- | - | -- | - | - | - | --- | - | - | - | ---- | --- | -- | - | ---- | - | - | - | - | - | - | --- | --- |  |  | ----- | ---- |
| 2021 | RB16B   | Honda RA621H | P     | Verstappen | 2 | 1  | 2 | 2 | 1 | 18* | 1 | 1 | 1 | Rit1 | 9   | 1  | 1 | Rit2 | 2 | 2 | 1 | 1 | 2 | 2 | 2   | 1   |  |  | 585,5 | 2º   |
| 2021 | RB16B   | Honda RA621H | P     | Pérez      | 5 | 11 | 4 | 5 | 4 | 1   | 3 | 4 | 6 | 16   | Rit | 19 | 8 | 5    | 9 | 3 | 3 | 3 | 4 | 4 | Rit | 15* |  |  | 585,5 | 2º   |

| Anno | Vettura | Motore            | Gomme | Piloti     |     |   |     |    |   |   |   |   |     |   |      |   |   |   |   |   |   |   |   |   |    |   |  |  | Punti | Pos. |
| ---- | ------- | ----------------- | ----- | ---------- | --- | - | --- | -- | - | - | - | - | --- | - | ---- | - | - | - | - | - | - | - | - | - | -- | - |  |  | ----- | ---- |
| 2022 | RB18    | Red Bull RBPTH001 | P     | Verstappen | 19* | 1 | Rit | 1  | 1 | 1 | 3 | 1 | 1   | 7 | 21   | 1 | 1 | 1 | 1 | 1 | 7 | 1 | 1 | 1 | 64 | 1 |  |  | 759   | 1º   |
| 2022 | RB18    | Red Bull RBPTH001 | P     | Pérez      | 18* | 4 | 2   | 23 | 4 | 2 | 1 | 2 | Rit | 2 | Rit5 | 4 | 5 | 2 | 5 | 6 | 1 | 2 | 4 | 3 | 75 | 3 |  |  | 759   | 1º   |

| Anno | Vettura | Motore                  | Gomme | Piloti     |   |   |   |    |   |    |   |   |    |   |   |   |   |   |   |     |    |    |     |    |   |   |  |  | Punti | Pos. |
| ---- | ------- | ----------------------- | ----- | ---------- | - | - | - | -- | - | -- | - | - | -- | - | - | - | - | - | - | --- | -- | -- | --- | -- | - | - |  |  | ----- | ---- |
| 2023 | RB19    | Honda Red Bull RBPTH001 | P     | Verstappen | 1 | 2 | 1 | 23 | 1 | 1  | 1 | 1 | 1  | 1 | 1 | 1 | 1 | 1 | 5 | 1   | 12 | 1  | 1   | 1  | 1 | 1 |  |  | 860   | 1º   |
| 2023 | RB19    | Honda Red Bull RBPTH001 | P     | Pérez      | 2 | 1 | 5 | 1  | 2 | 16 | 4 | 6 | 32 | 6 | 3 | 2 | 4 | 2 | 8 | Rit | 10 | 45 | Rit | 43 | 3 | 4 |  |  | 860   | 1º   |

| Anno | Vettura | Motore                  | Gomme | Piloti     |   |   |     |   |   |    |   |     |     |   |    |    |   |   |   |   |     |    |    |    |     |    |     |     | Punti | Pos. |
| ---- | ------- | ----------------------- | ----- | ---------- | - | - | --- | - | - | -- | - | --- | --- | - | -- | -- | - | - | - | - | --- | -- | -- | -- | --- | -- | --- | --- | ----- | ---- |
| 2024 | RB20    | Honda Red Bull RBPTH002 | P     | Verstappen | 1 | 1 | Rit | 1 | 1 | 21 | 1 | 6   | 1   | 1 | 51 | 2  | 5 | 4 | 2 | 6 | 5   | 2  | 31 | 6  | 14  | 5  | 18  | 6   | 589   | 3º   |
| 2024 | RB20    | Honda Red Bull RBPTH002 | P     | Pérez      | 2 | 2 | 5   | 2 | 3 | 43 | 8 | Rit | Rit | 8 | 78 | 17 | 7 | 7 | 6 | 8 | 17* | 10 | 7  | 17 | 118 | 10 | Rit | Rit | 589   | 3º   |

| Anno | Vettura | Motore                  | Gomme | Piloti     |     |    |    |   |     |     |    |    |    |    |     |    |    |    |  |  |  |  |  |  |  |  |  |  | Punti | Pos. |
| ---- | ------- | ----------------------- | ----- | ---------- | --- | -- | -- | - | --- | --- | -- | -- | -- | -- | --- | -- | -- | -- |  |  |  |  |  |  |  |  |  |  | ----- | ---- |
| 2025 | RB21    | Honda Red Bull RBPTH003 | P     | Verstappen | 2   | 43 | 1  | 6 | 2   | 4   | 1  | 4  | 10 | 2  | Rit | 5  | 41 | 9  |  |  |  |  |  |  |  |  |  |  | 194   |      |
| 2025 | RB21    | Honda Red Bull RBPTH003 | P     | Lawson     | Rit | 12 |    |   |     |     |    |    |    |    |     |    |    |    |  |  |  |  |  |  |  |  |  |  | 194   |      |
| 2025 | RB21    | Honda Red Bull RBPTH003 | P     | Tsunoda    |     |    | 12 | 9 | Rit | 106 | 10 | 17 | 13 | 12 | 16  | 15 | 13 | 17 |  |  |  |  |  |  |  |  |  |  | 194   |      |

| Legenda | 1º posto     | 2º posto | 3º posto    | A punti         | Senza punti/Non class.  | Grassetto – Pole position Corsivo – Giro più veloce Apice – Risultato Sprint (A punti) |
| Legenda | Squalificato | Ritirato | Non partito | Non qualificato | Solo prove/Terzo pilota | Grassetto – Pole position Corsivo – Giro più veloce Apice – Risultato Sprint (A punti) |

* – Indica il pilota ritirato ma ugualmente classificato avendo coperto, come previsto dal regolamento, almeno il 90% della distanza di gara.

### Come fornitore di motori
| Costruttore  | Stagioni | Disputati | Vittorie | Pole position | Giri veloci | Campionato mondiale costruttori | Campionato mondiale piloti |
| ------------ | -------- | --------- | -------- | ------------- | ----------- | ------------------------------- | -------------------------- |
| Red Bull     | 2022-    | 82        | 49       | 34            | 24          | 2 (2022-2023)                   | 3 (2022-2024)              |
| Racing Bulls | 2022-    | 82        | 0        | 0             | 2           | -                               | -                          |
| Totale       | 2022-    | 82        | 49       | 34            | 26          | 2                               | 3                          |
| Fonti:       |          |           |          |               |             |                                 |                            |

## Loghi

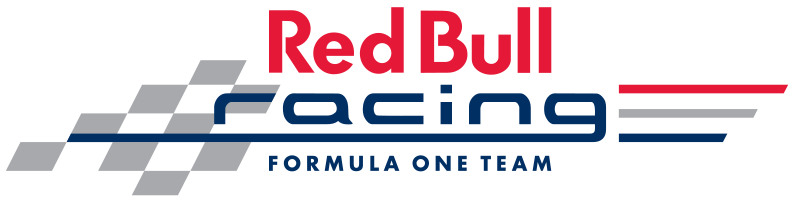
Il logo della Red Bull Racing - Formula One Team usato dal 2005 al 2012
Il composit logo di Infiniti Red Bull Racing usato dal 2013 al 2015
Il composit logo di Aston Martin Red Bull Racing usato dal 2018 al 2020
Il composit logo di Oracle Red Bull Racing in uso dal 2022